# Fontaines de Grenoble

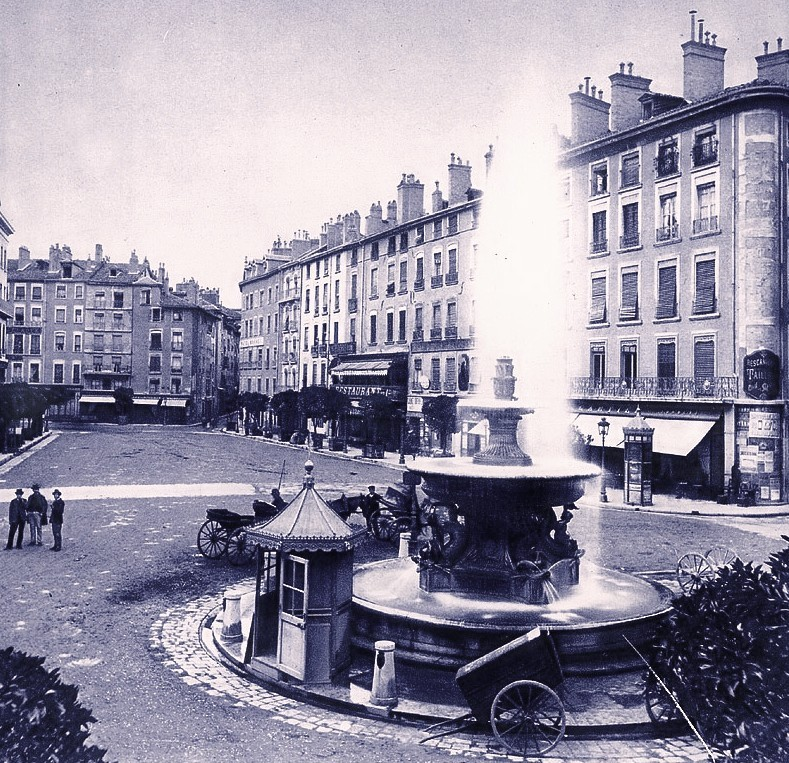
Place Grenette - Avant 1900

Grenoble n’est pas connue comme une ville d’eaux, pourtant l'eau y est présente partout, visible avec l’Isère et le Drac, et invisible avec ses réseaux souterrains alimentant de nombreuses fontaines. La ville en recense une quarantaine et chaque place en possède une.

## Histoire
Depuis son origine antique gauloise, Grenoble (Cularo) s’est développée dans une plaine d’inondation au confluent de l’Isère et du Drac parcourue de multiples ruisseaux.

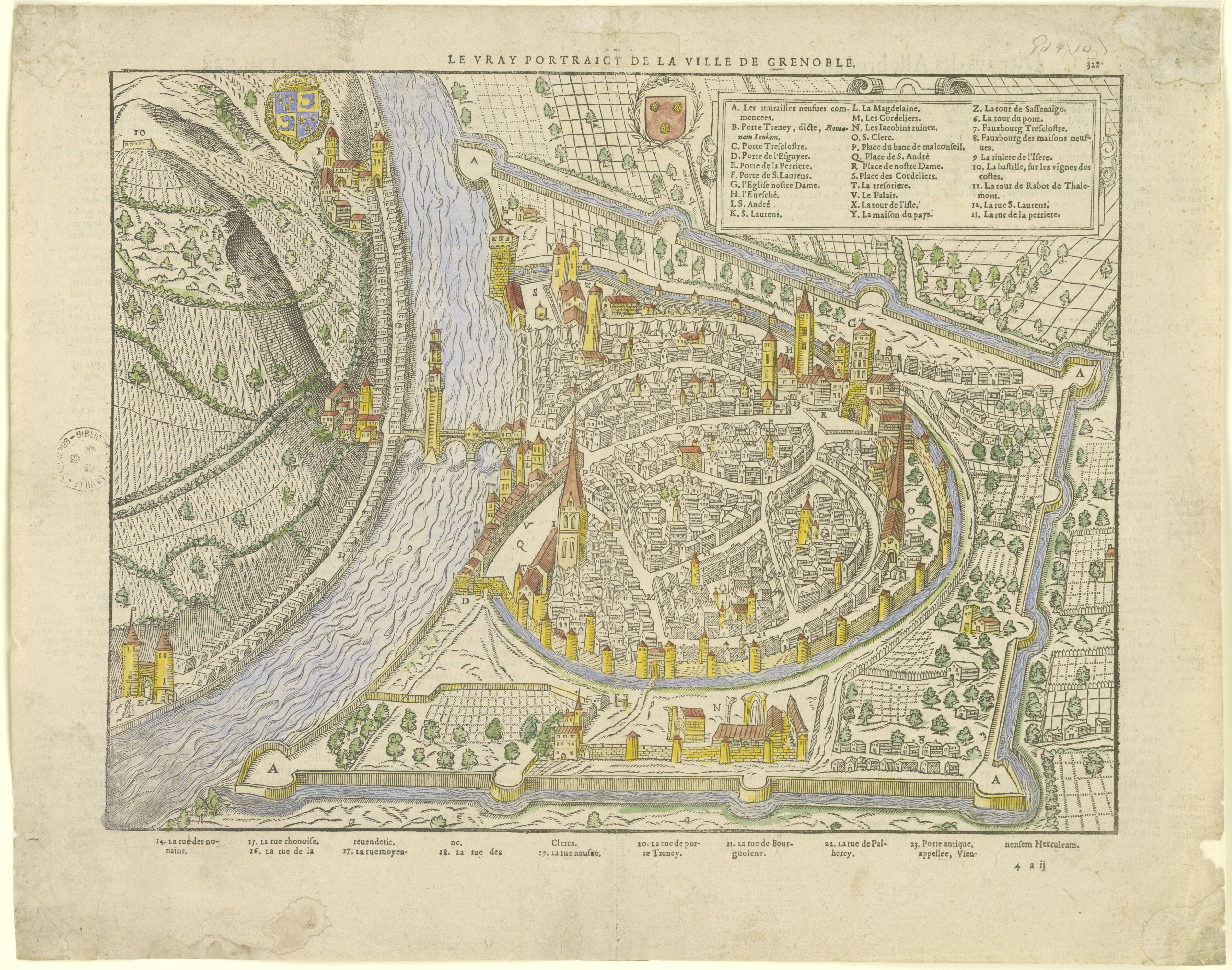
Le Vray portraict de la ville de Grenoble, 1575 - BnGren00 Plans, btv1b10663554z
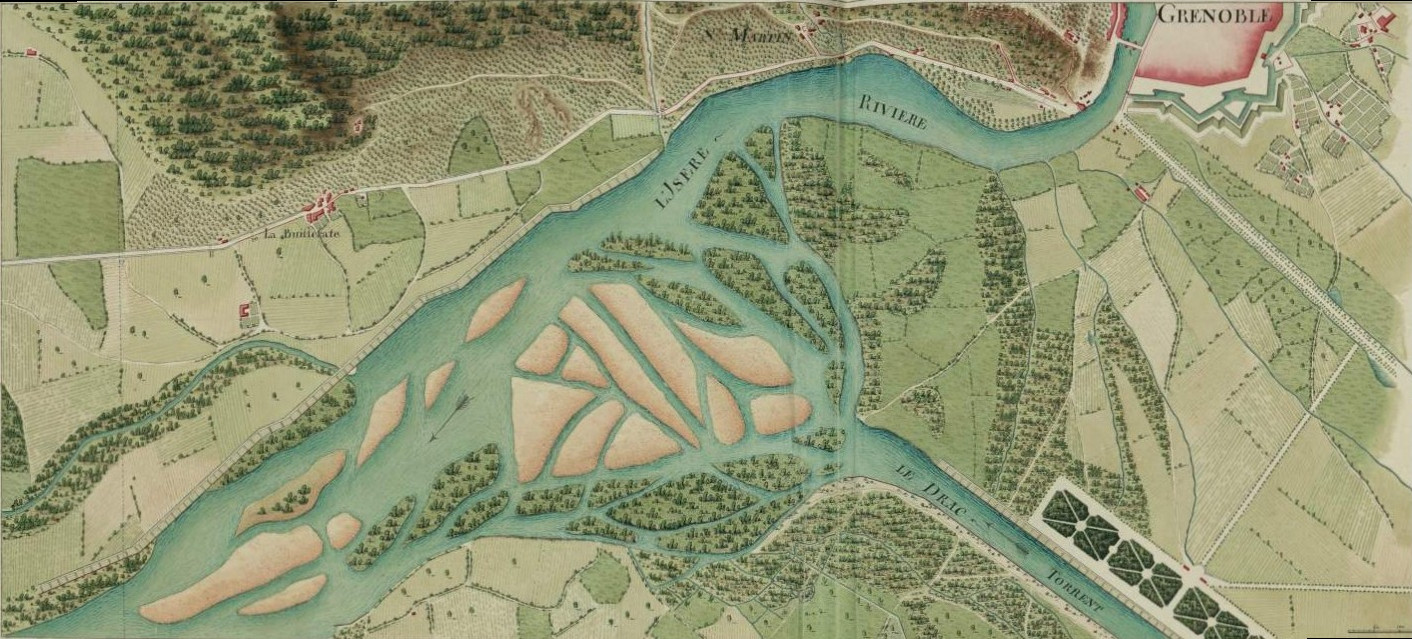
État de l'endiguement du Drac à Grenoble au XVIIIe siècle. Extrait de l'atlas de Trudaine, Archives nationales, CP/F14/8479, page 17
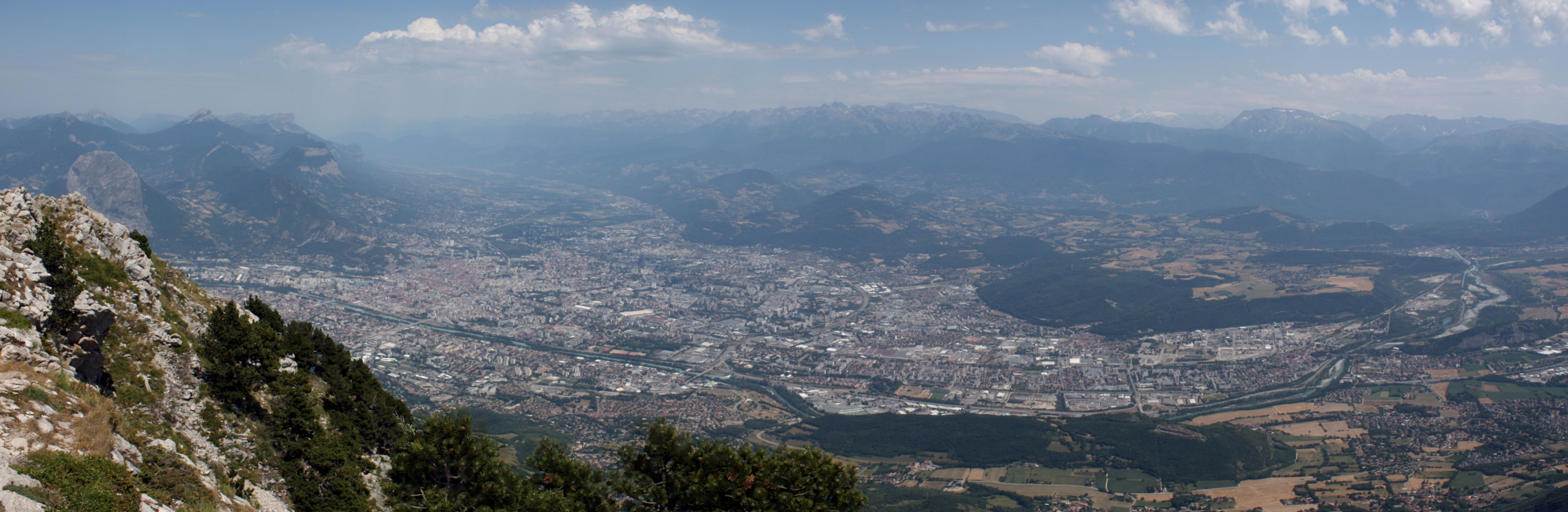
Grenoble, vue panoramique depuis le Moucherotte
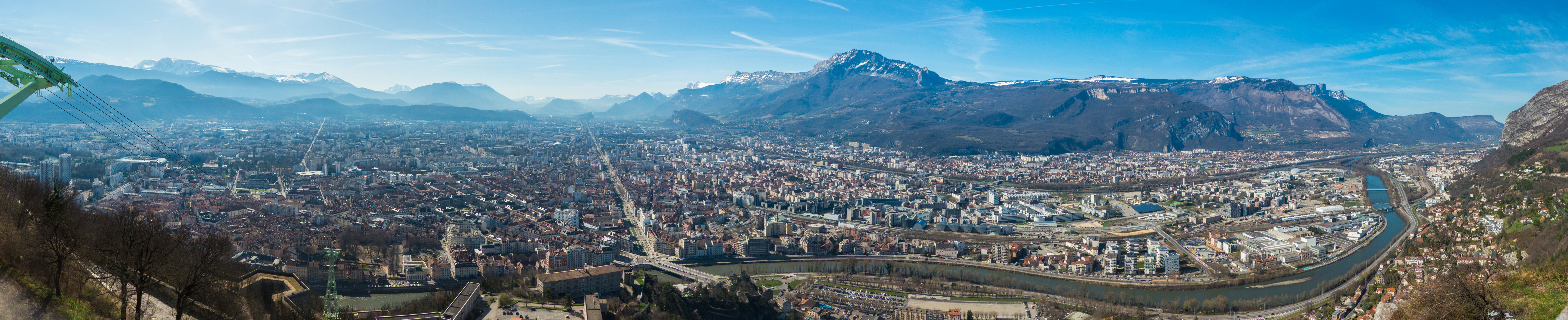
Grenoble, vue panoramique depuis la Bastille
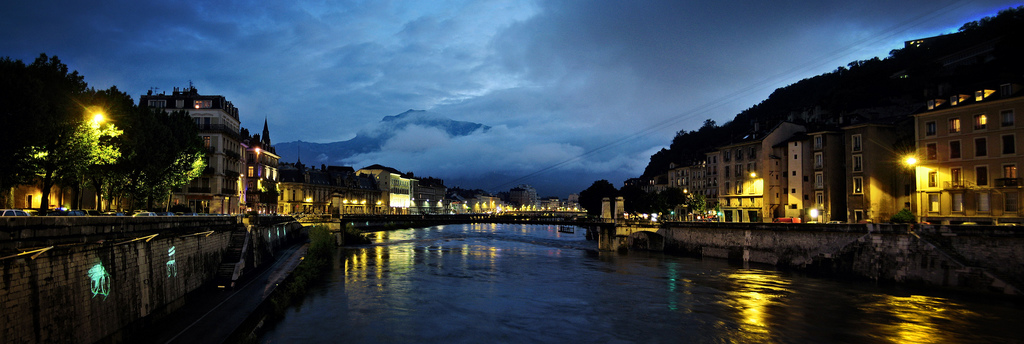
Les quais de l'Isère

Tous ces cours d’eau, utilisés par l’industrie locale (rouissage du chanvre et mégisserie), inondaient régulièrement la plaine et la ville lors des crues et des pluies abondantes. Il fut par conséquent nécessaire de les domestiquer. Des digues sont ainsi construites progressivement depuis le XVIe siècle.
Le duc de Lesdiguières (1543-1626) modernise la ville médiévale avec de grands travaux, notamment la restauration de l'unique pont pour franchir l’Isère (à l'emplacement de l'actuelle Passerelle Saint-Laurent), et la création de fontaines.

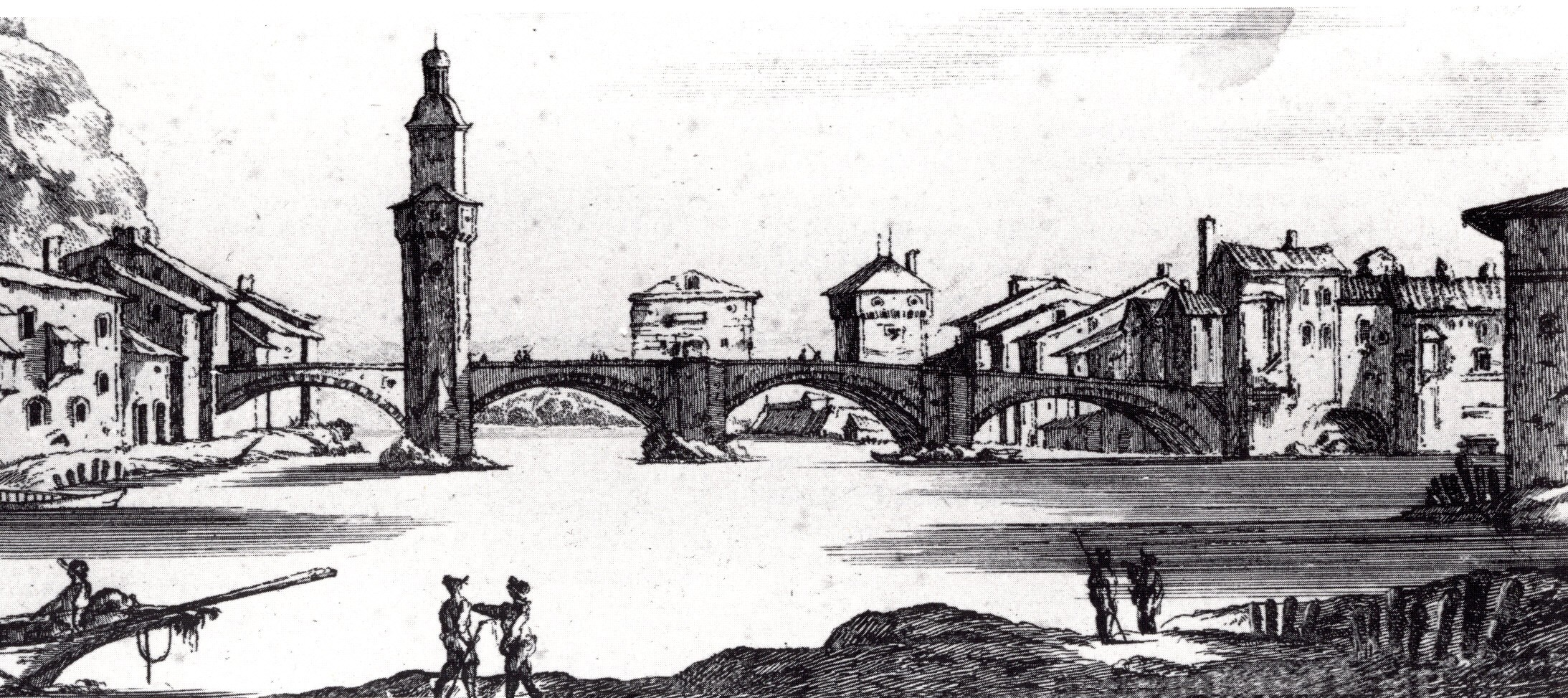
Pont au Jacquemart, avant 1650
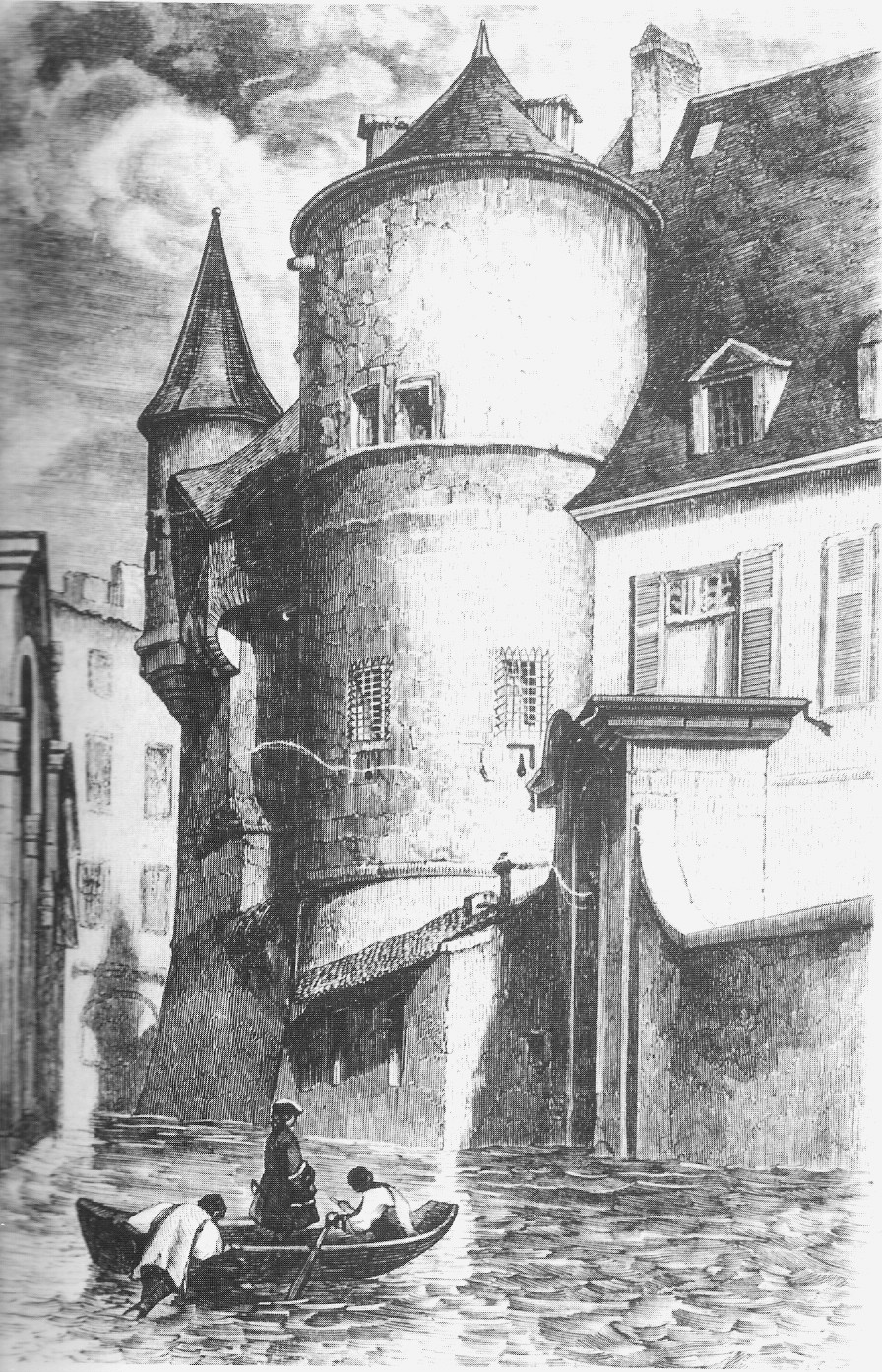
Inondation de 1733, Hôtel Lesdiguières, actuelle rue Hector Berlioz

La première source d'alimentation en eau courante de la ville est la source Saint-Jean, située à 230  mètres d’altitude sur la rive droite de l’Isère, entre La Tronche et Grenoble. Le débit du ruisseau étant insuffisant pour satisfaire les besoins de la population, les habitants de la vieille ville doivent venir chercher l’eau à la rivière ou sur la rive opposée (quartier Saint Laurent), à moins de disposer d'un accès à un puits public ou privé.
Charles Planelli de Lavalette, maire de Grenoble (1815-1816 et 1820-1824), s'efforce durant son mandat de doter la ville de canalisations pour les fontaines publiques.
Aujourd'hui, Grenoble est alimentée en eau potable par cinq captages prélevant les eaux de la nappe alluviale du Drac (sources de Rochefort) à trente mètres de profondeur. La qualité de cette eau filtrée et minéralisée naturellement permet sa distribution sans aucun traitement.

## Liste des fontaines de Grenoble
Voici une sélection non-exhaustive de quelques fontaines de Grenoble, par quartier :

### Quartier de la Cathédrale Notre-Dame
- La Fontaine des Trois Ordres[5], ou Fontaine du Centenaire, oeuvre du sculpteur Henry Dain, dit Henri Ding (1844-1898), commémore la Révolution dauphinoise de 1788. Les trois représentants sont sculptés dans du marbre de Carrare. En 1942, les tritons et griffons, réquisitionnés, ont été fondus. Ils furent restaurés dès la fin de la guerre.

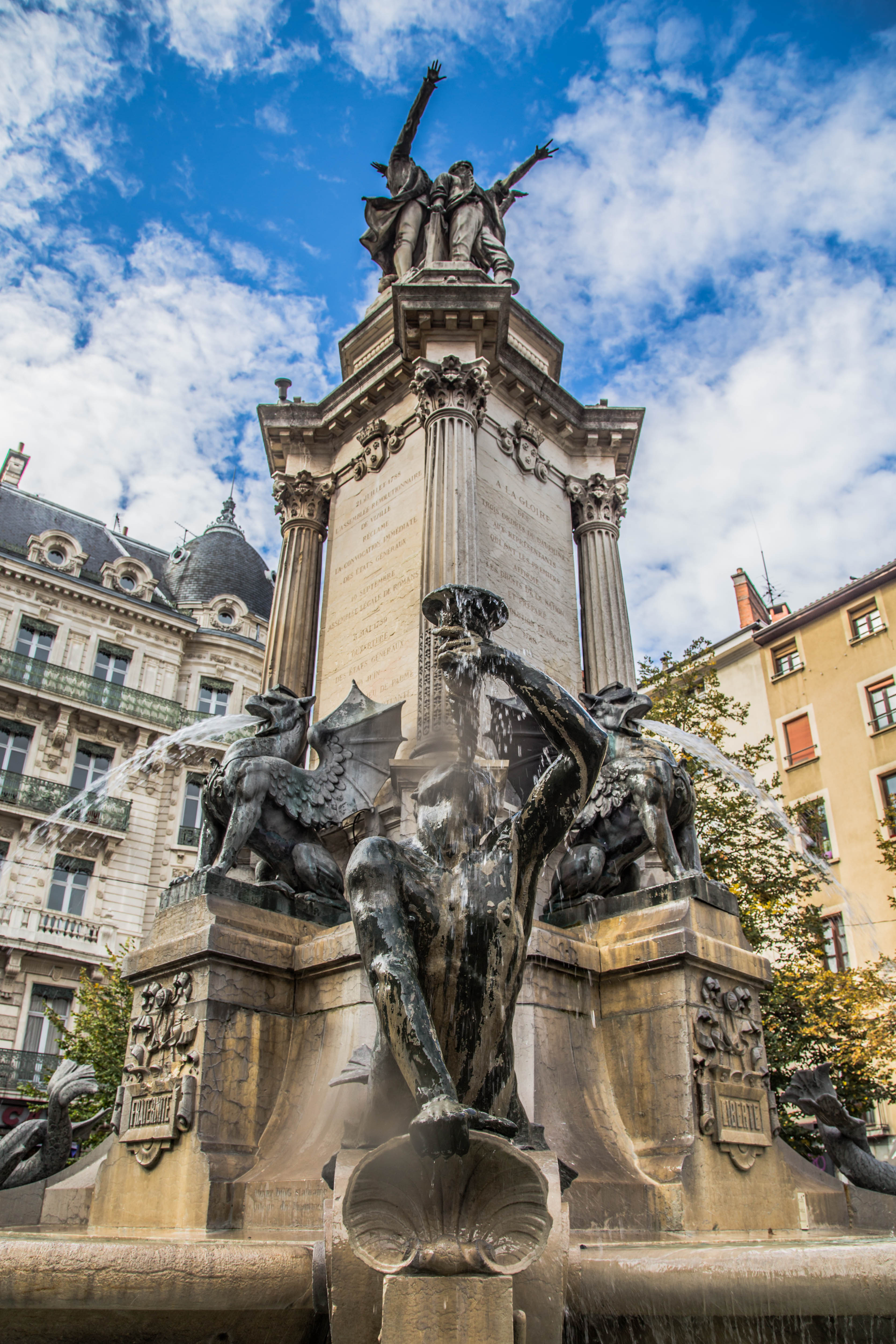
Vue générale
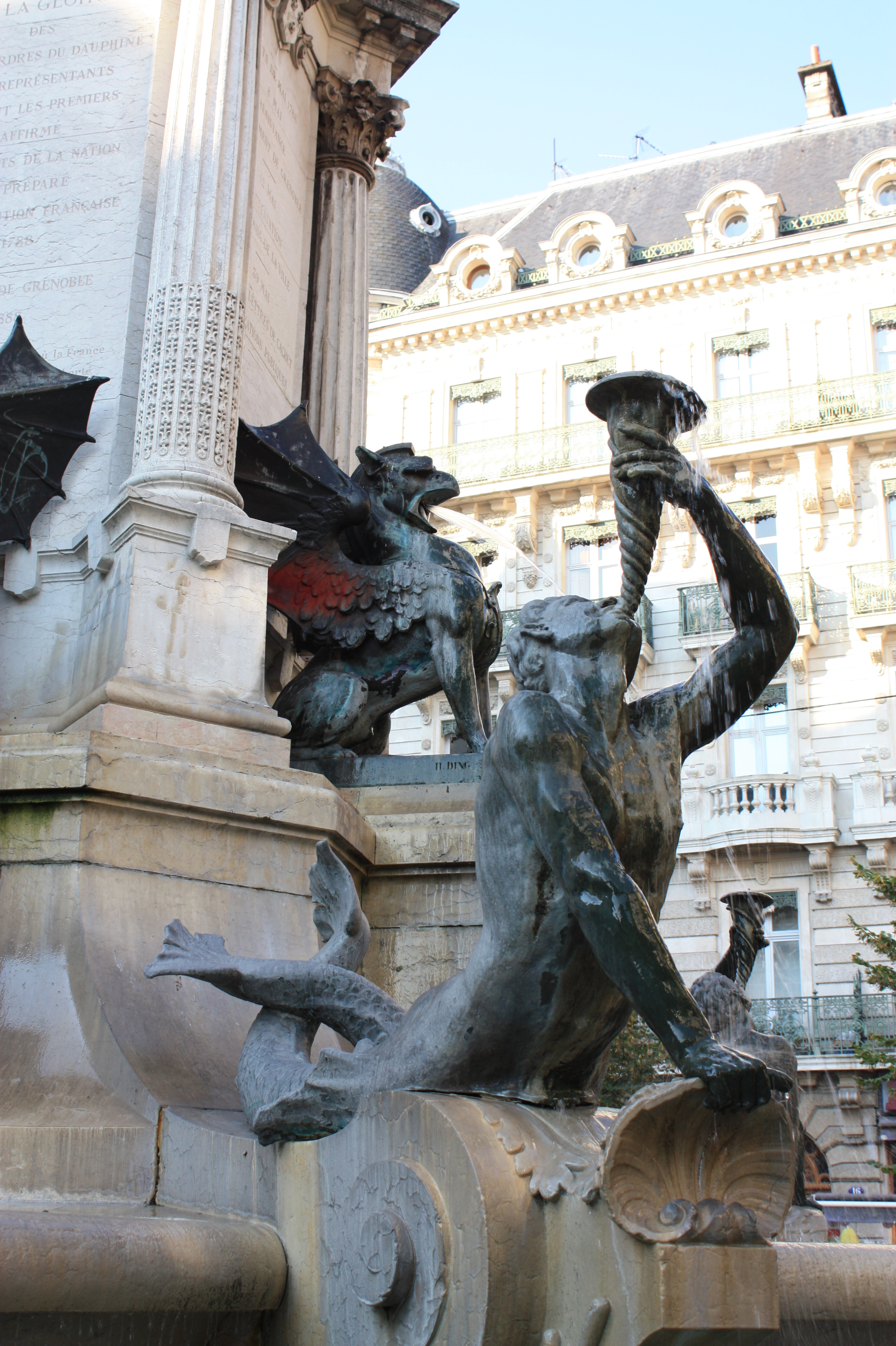
Détail : triton et griffon
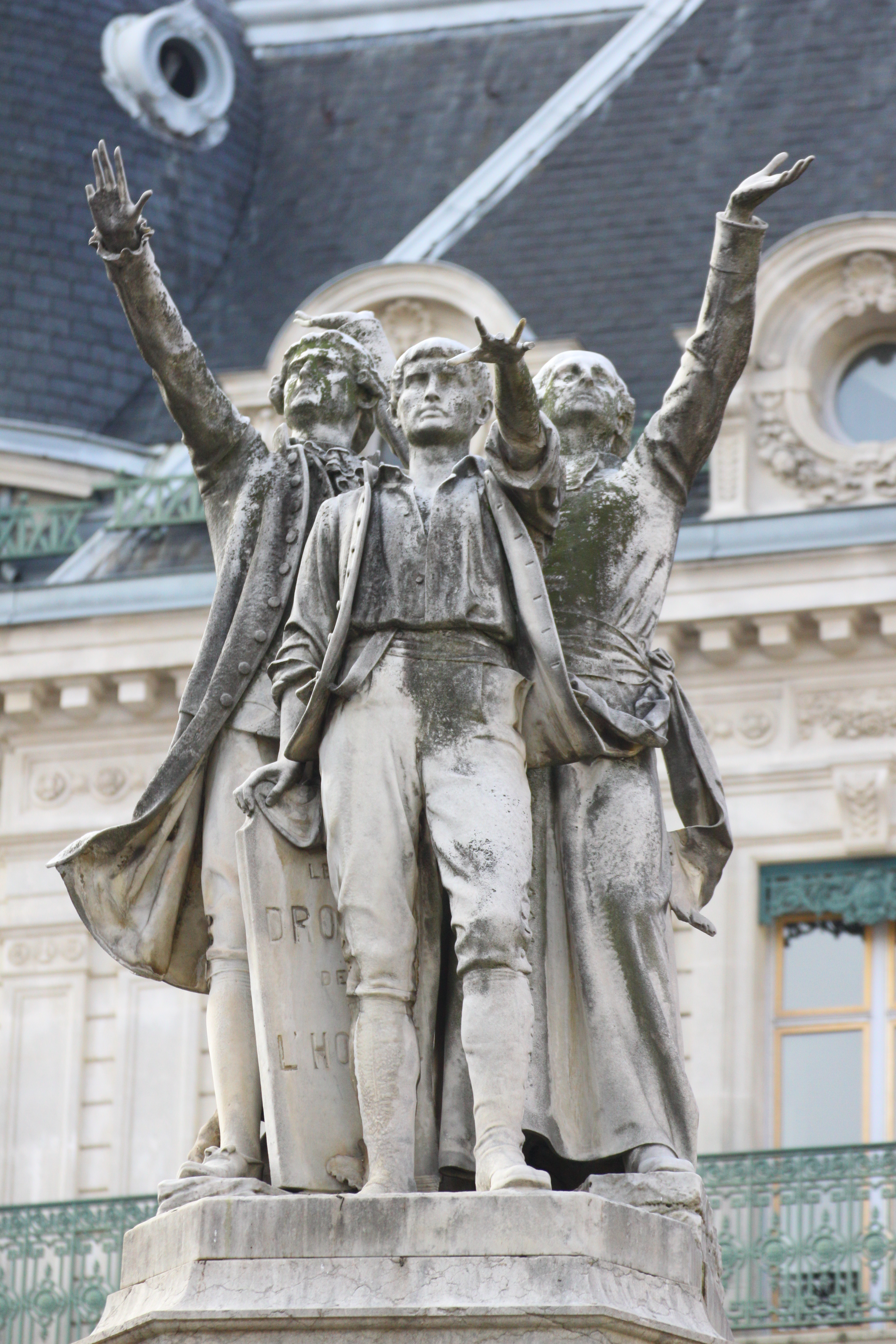
Les représentants des Trois Ordres
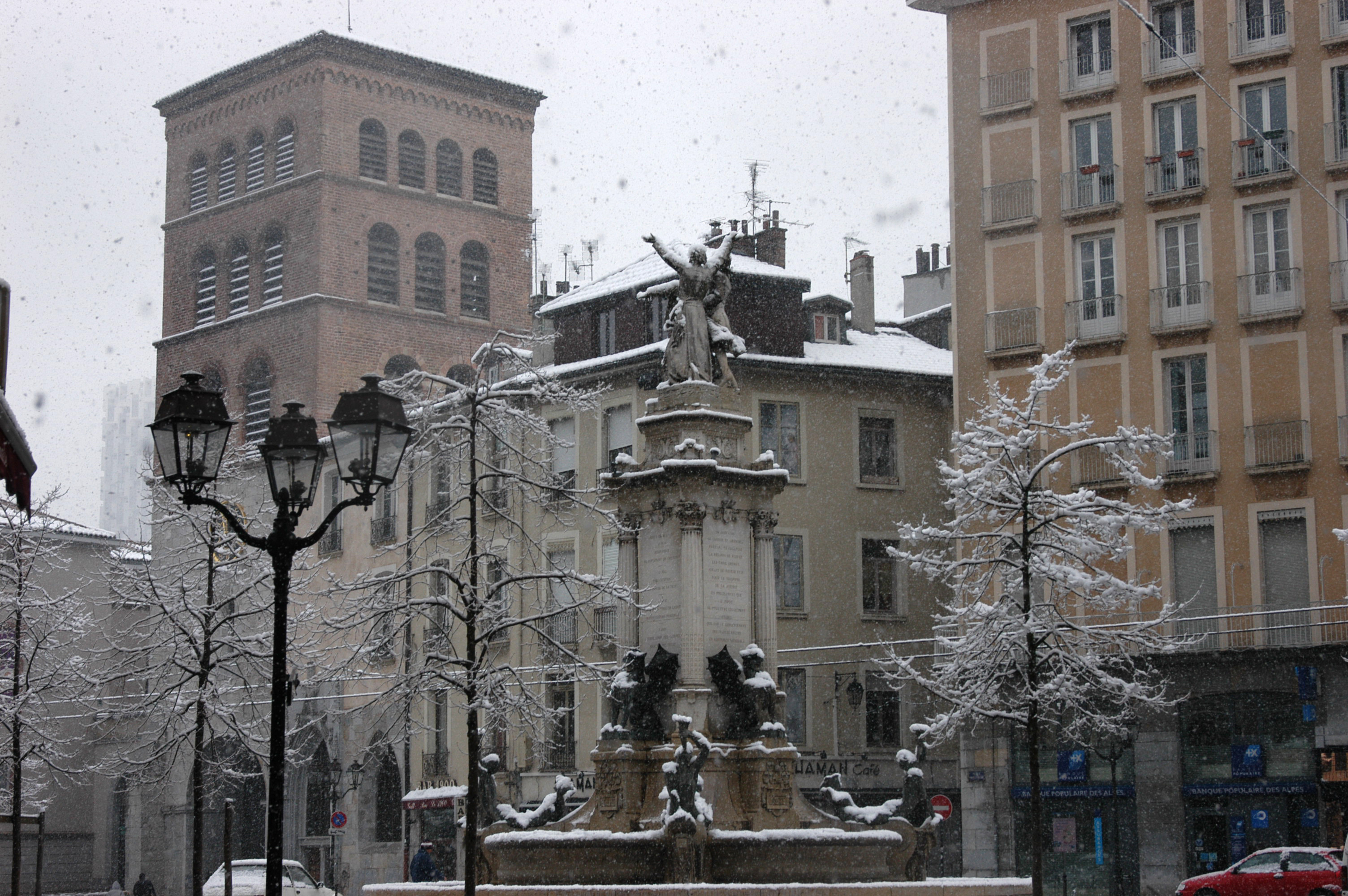
Fontaine et cathédrale sous la neige
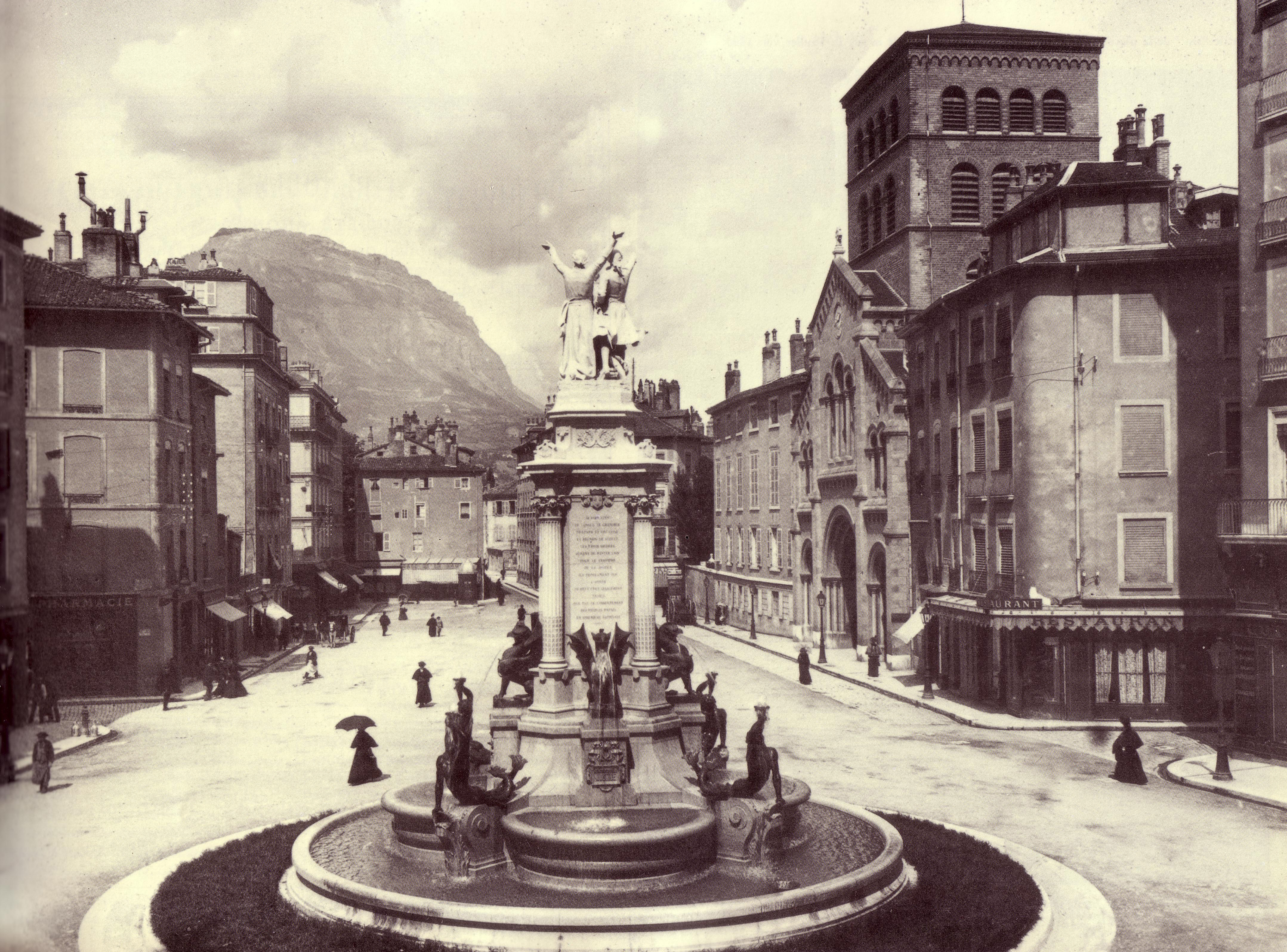
Vue historique fin XIXe siècle

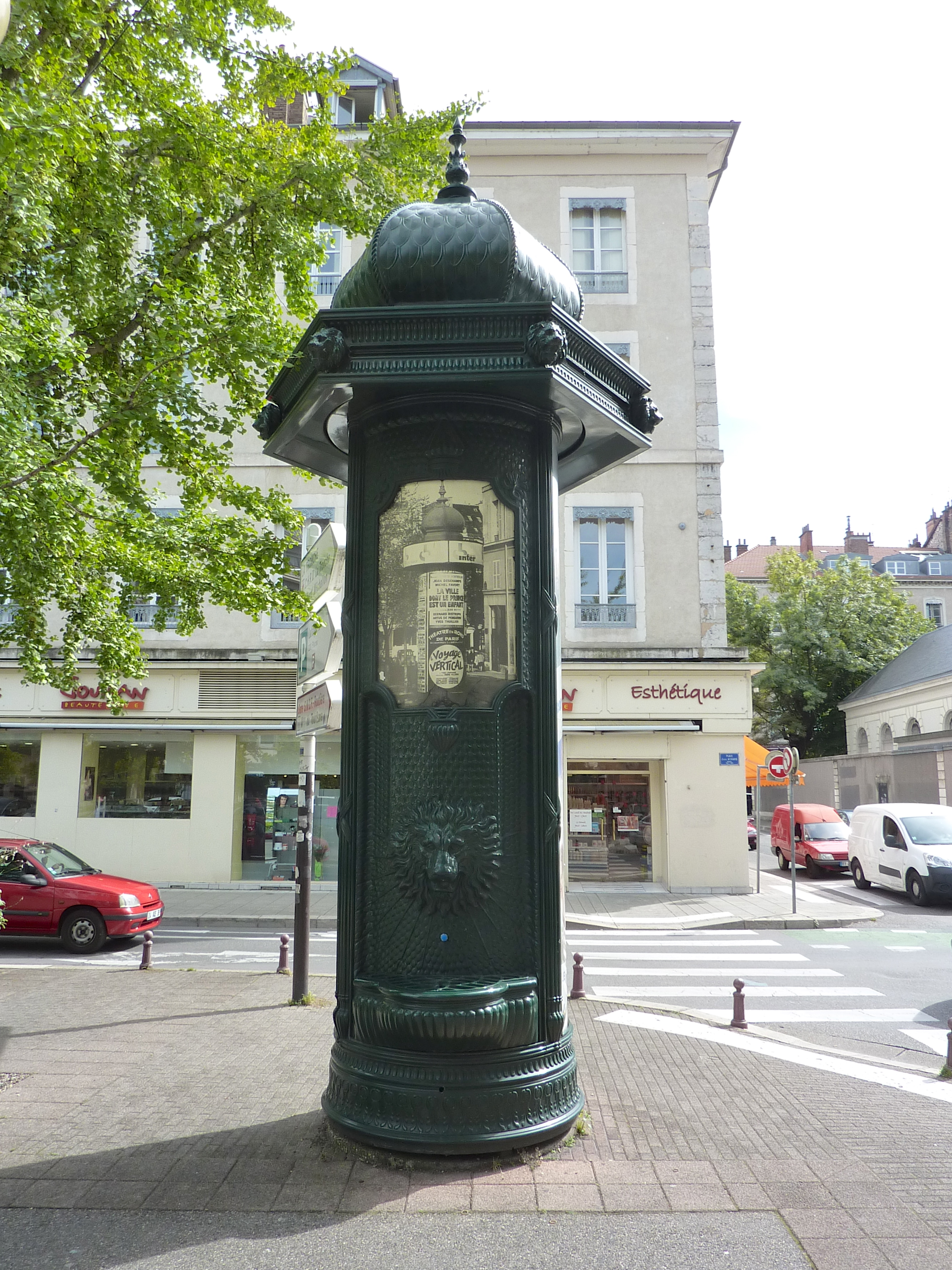
La Fontaine-colonne au lion de la place Jean Achard : Cette fontaine est intégrée dans une colonne Morris.
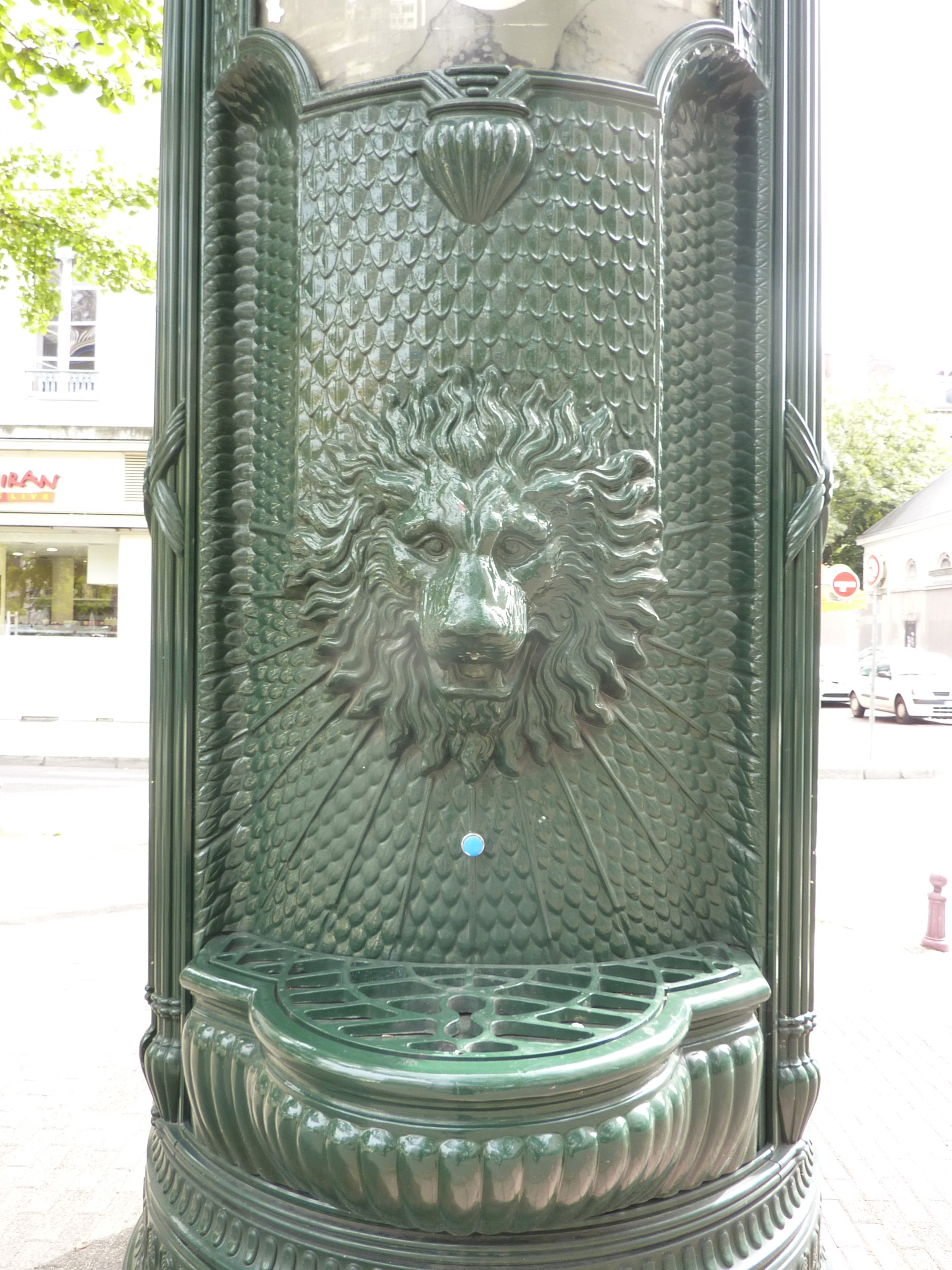
La fontaine de la place Claveyson : Cette fontaine moderne est située entre la place aux Herbes et la Grande Rue.  - Fontaine-colonne du lion, place Jean Achard
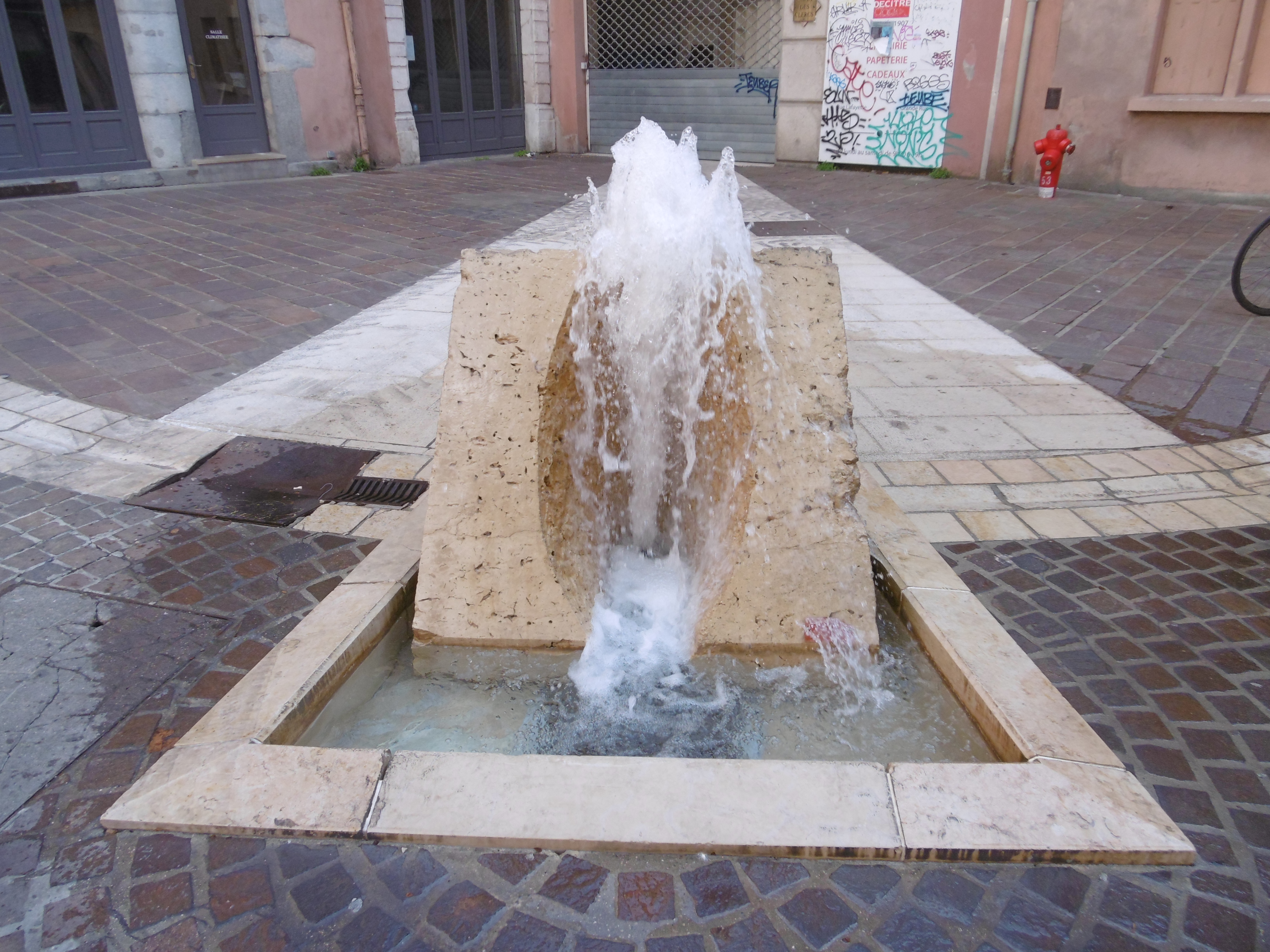
Fontaine de la place Claveyson
  - Fontaine-colonne au lion, Place Jean Achard
  - Fontaine de la place Claveyson

### Quartier Saint Laurent
Le quartier Saint Laurent possède deux des plus vieilles fontaines de Grenoble.
- La plus vieille fontaine de Grenoble date de 1746 et se situe rue Saint Laurent, près de la Crypte de l'église Saint Laurent. Les consuls de Grenoble firent graver sur le fronton cette inscription en latin : "En l'an du seigneur 1746, ici coule une eau salubre pour le peuple altéré".

- La Fontaine du Serpent et du Lion, aussi appelée Fontaine au Lion[6], place de la Cymaise : Le sculpteur Victor Sappey a symbolisé la rencontre violente des deux rivières. Taillée directement dans la pierre de Sassenage, le serpent de bronze y représente l'Isère et le lion le Drac, ou les digues maîtrisant les crues. Elle fut inaugurée le 18 novembre 1843, puis mise en eau recyclée en 1978.

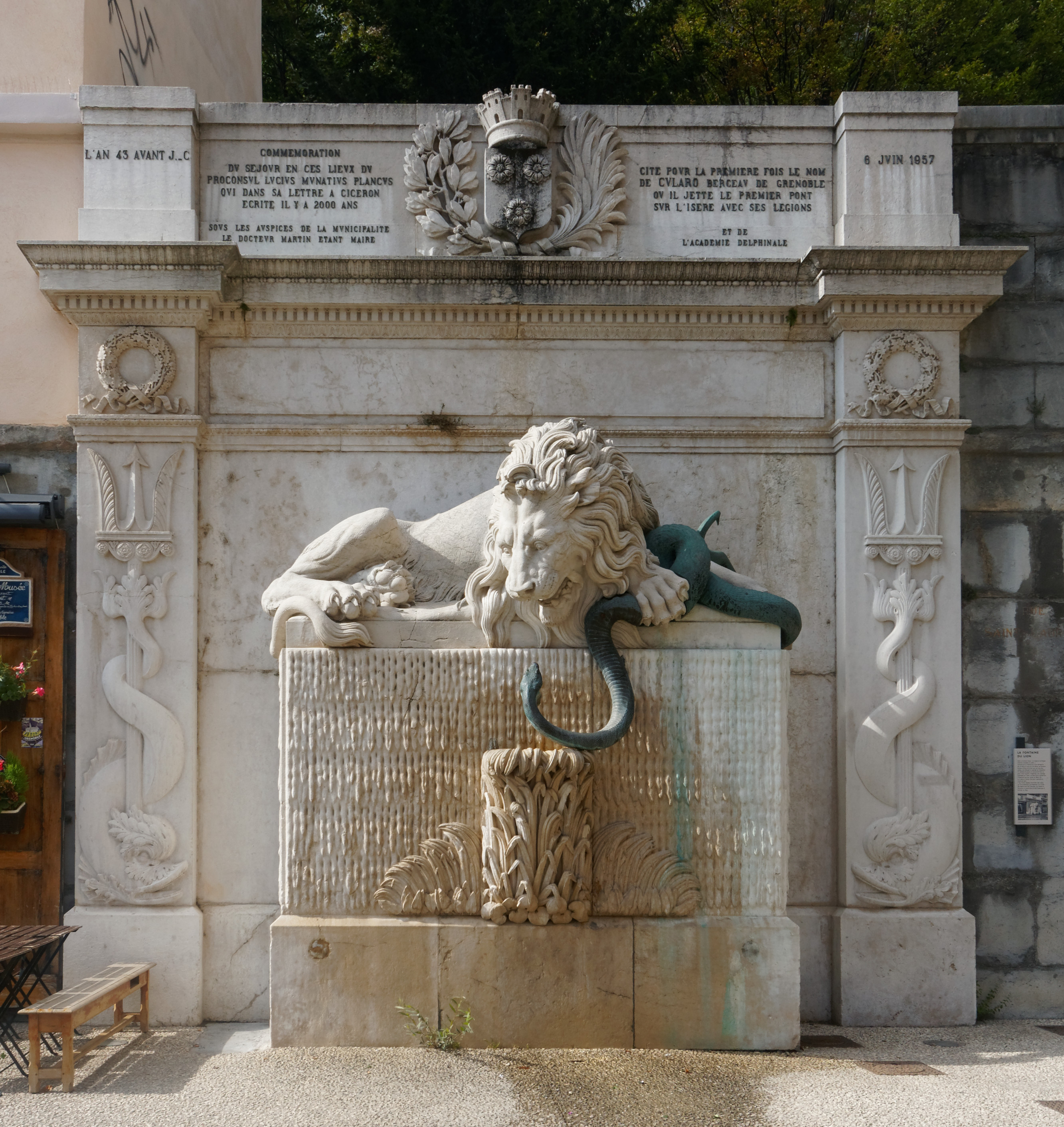
Fontaine au lion
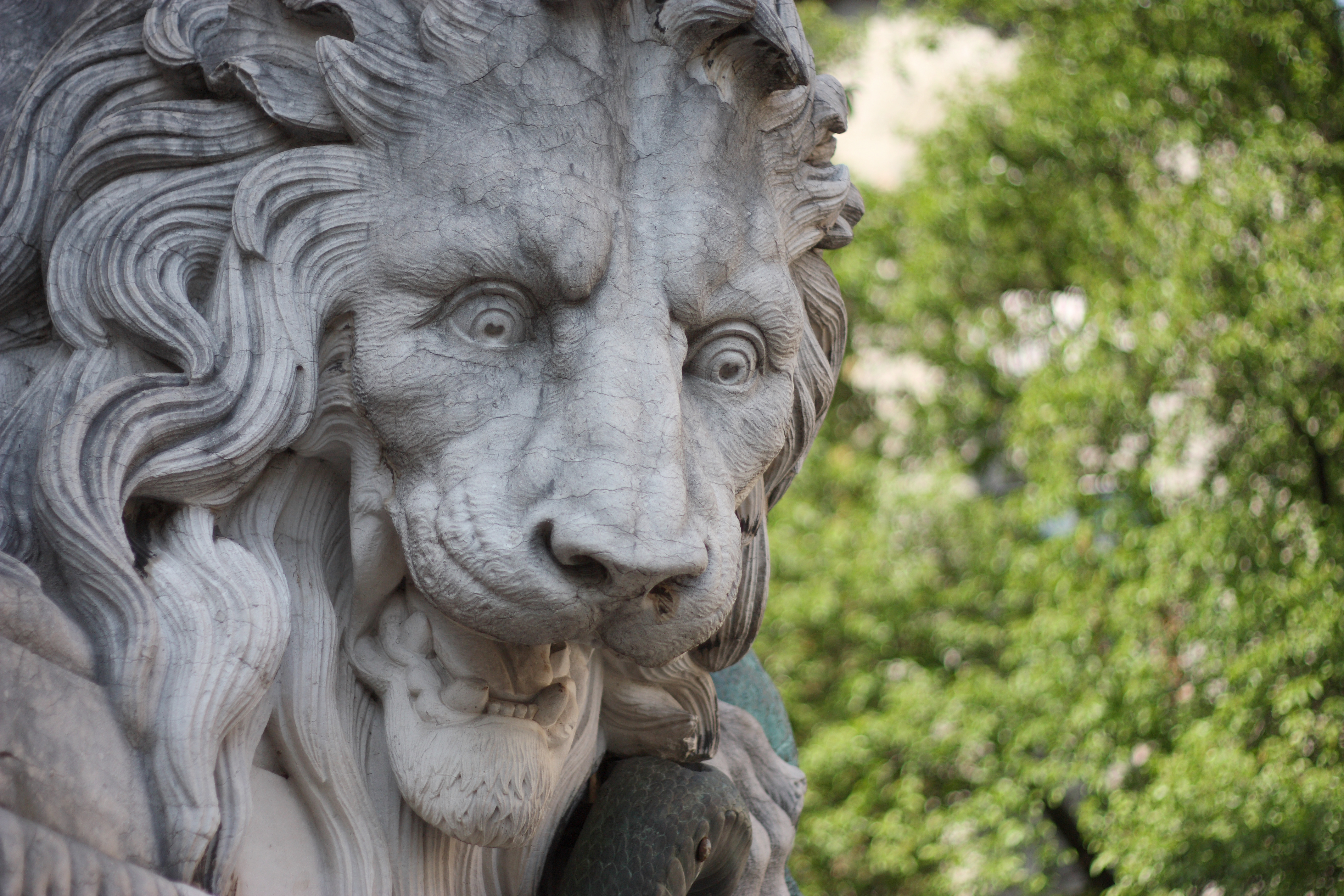
Détail : le lion de Saint-Laurent
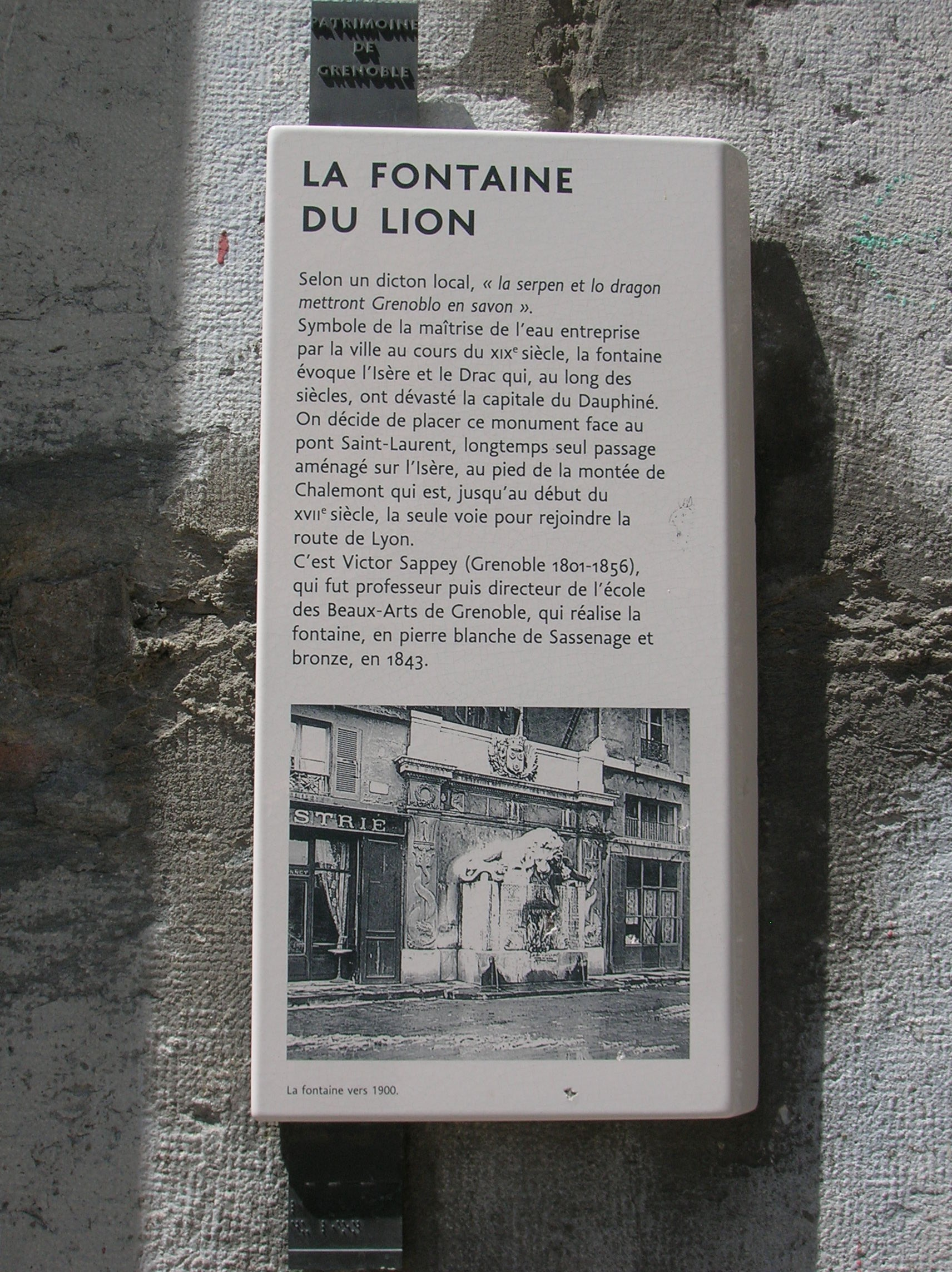
Plaque de la fontaine
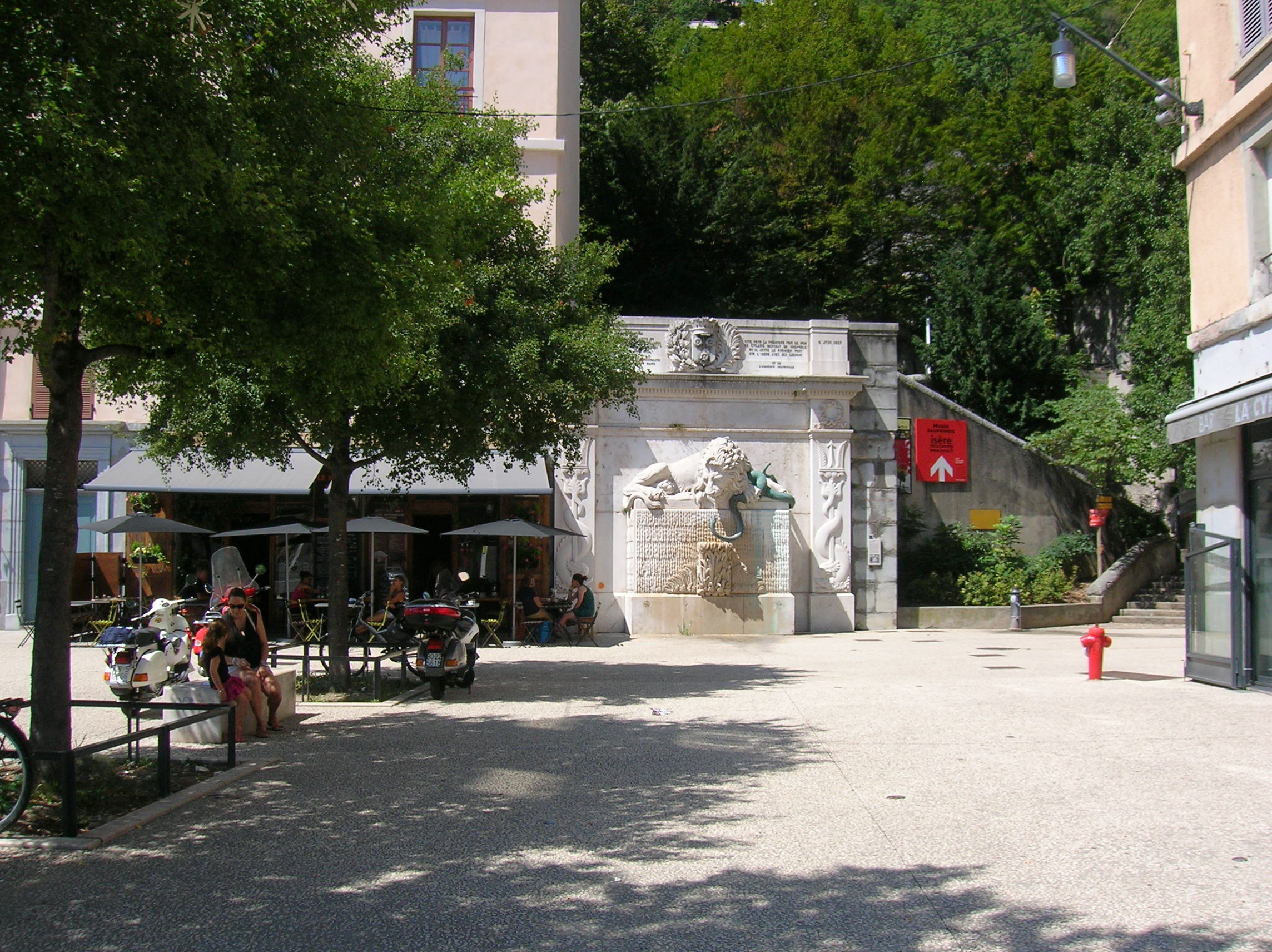
Place Cymaise, vue générale
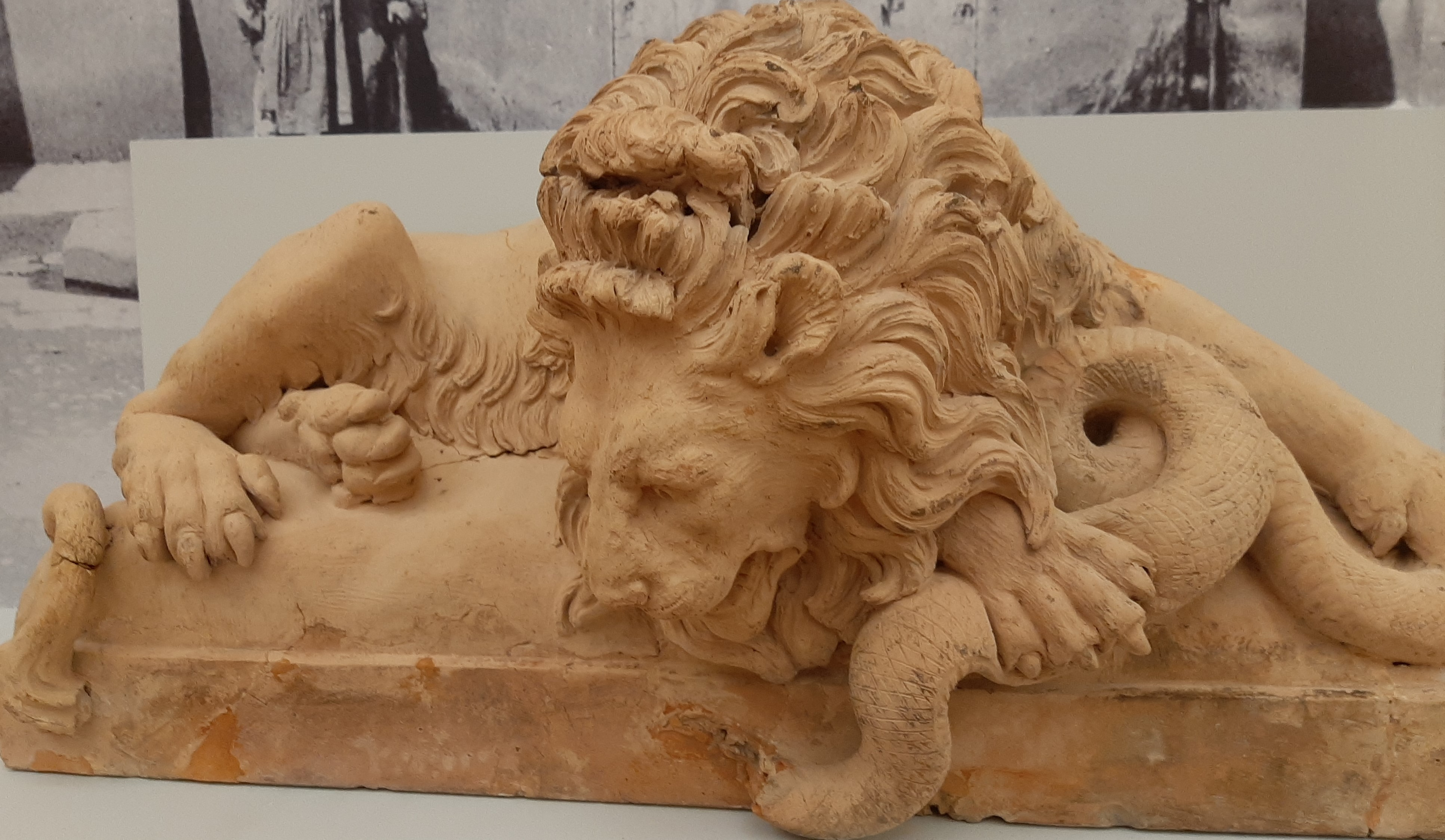
Modèle du lion par Victor Sappey,1840 (Musée Dauphinois)

### Quartier Grenette et Jardin de Ville
- Le Château d'eau Lavalette, aussi appelé Fontaine des Dauphins, a été érigé en 1824 par l'architecte M. Gaymar, sous le mandat de Charles Planelli de Lavalette, maire de Grenoble et initiateur du premier réseau de canalisation des fontaines publiques de la ville. Le sculpteur Nadon réalise la fontaine en pierres de Sassenage et Victor Sappey sculpte les putti aux dauphins. Elle est alimentée par les eaux de Rochefort, en circuit de recyclage depuis 1968. À l'origine, le jet du château d'eau pouvait atteindre 22 mètres de hauteur[7].
- La Fontaine du Torrent : Située dans le Jardin de Ville, la Fontaine du Torrent, réalisée par le sculpteur grenoblois Urbain Basset en 1882, est constituée d'un escalier de marbre surmonté d'une sculpture en bronze représentant un homme portant une cruche gravée des signes du zodiaque (sauf le verseau)[8].

- Les Trois fontaines « caveaux » de la rue Montorge : Ces trois fontaines de style baroque, construites en 1887, bordent le jardin de ville. Un mascaron orne chaque vasque. Elles remplacent trois caveaux réalisés en pierre blanche en 1676 par Jean Alluys, architecte et maçon, qui soutenaient la terrasse du jardin de ville et servaient d'emplacement aux marchands de primeurs[8].

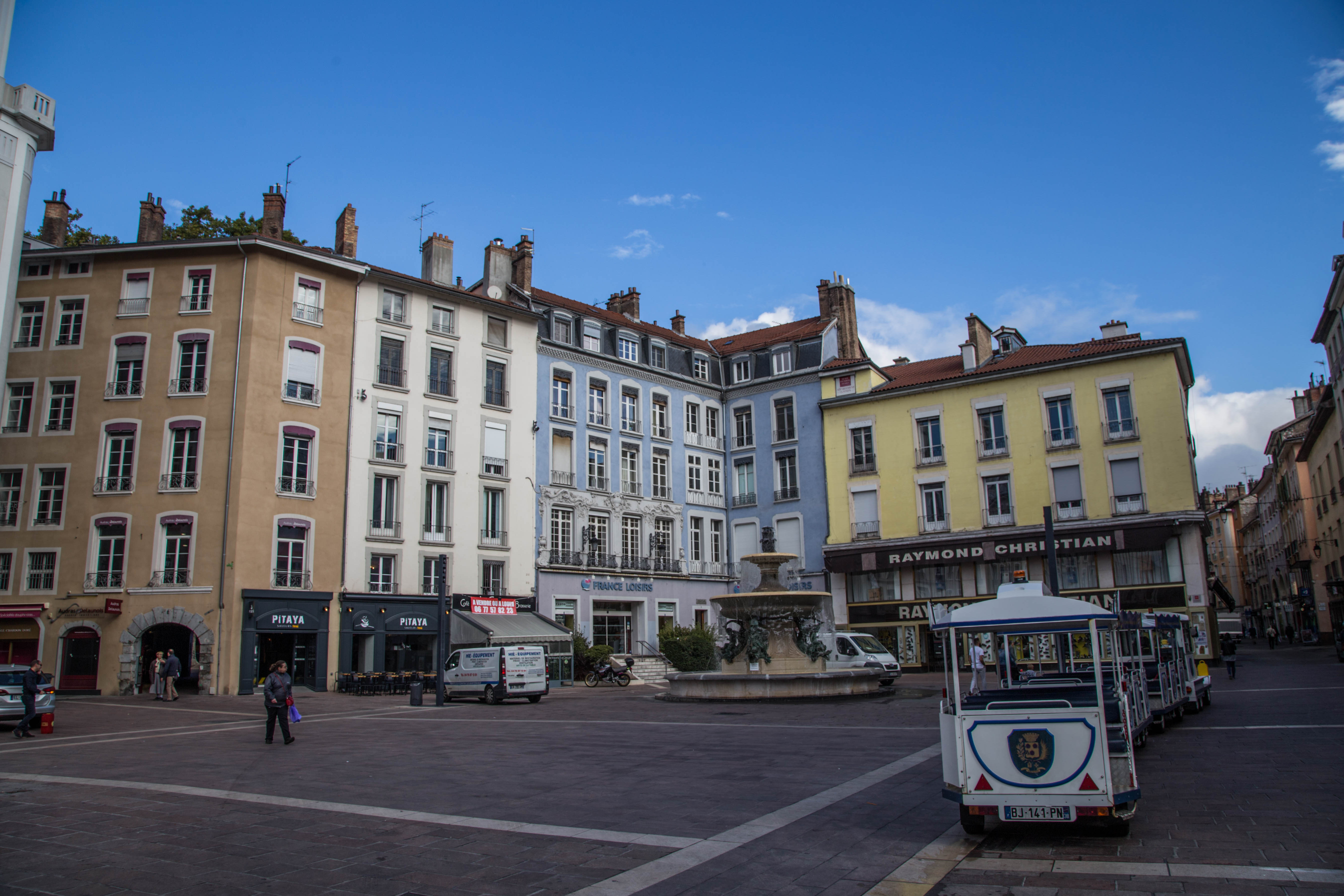
Place Grenette, vue générale
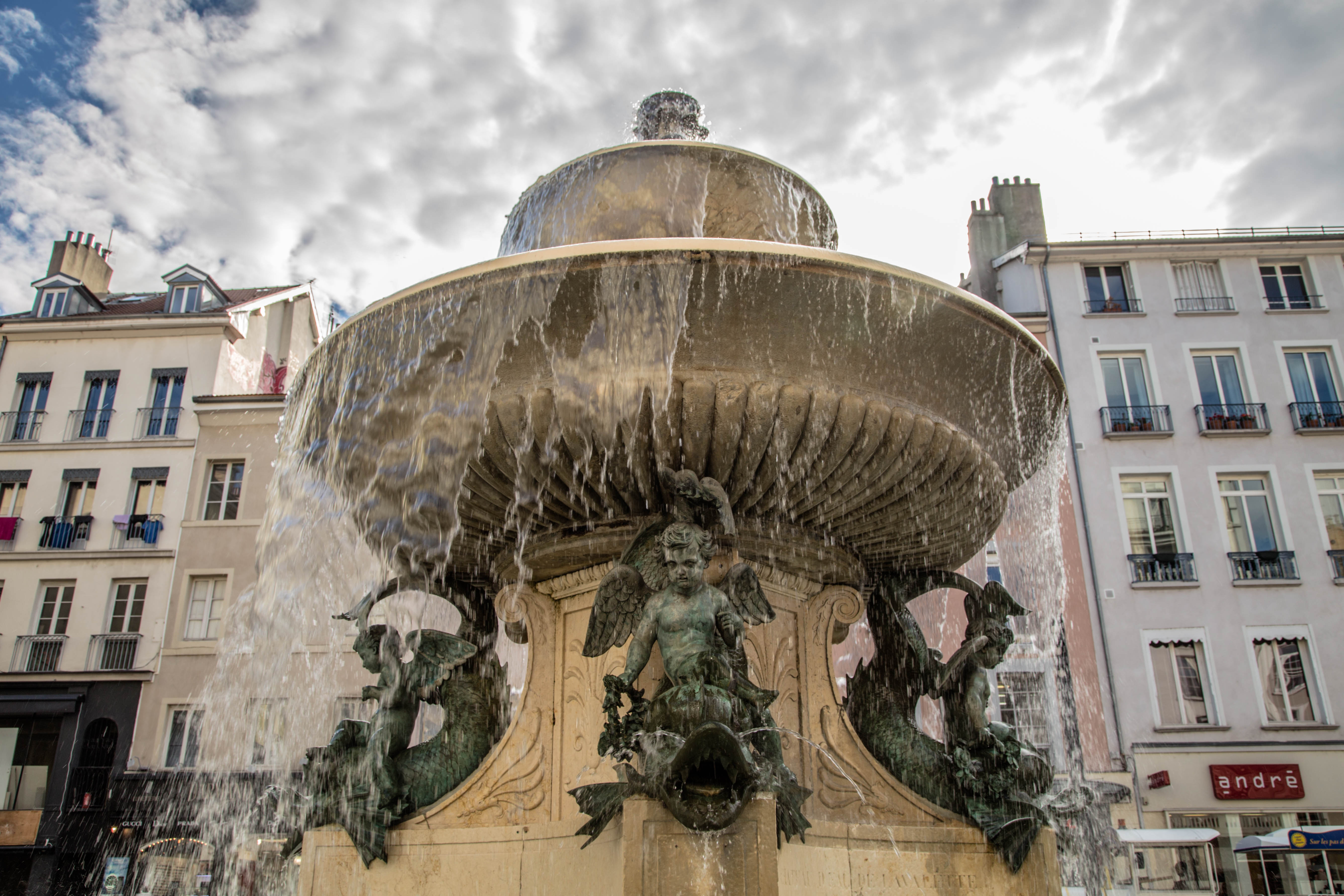
Le château d'eau Lavalette
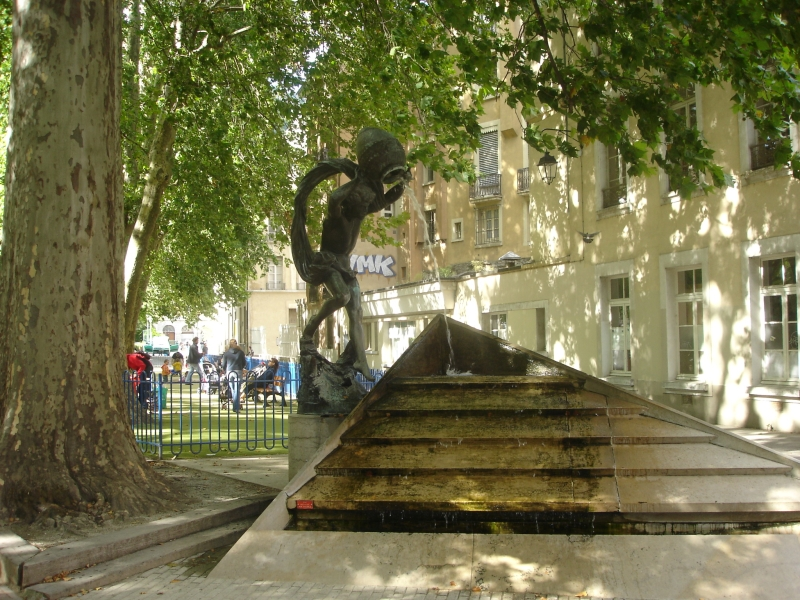
La Fontaine du Torrent dans le Jardin de Ville
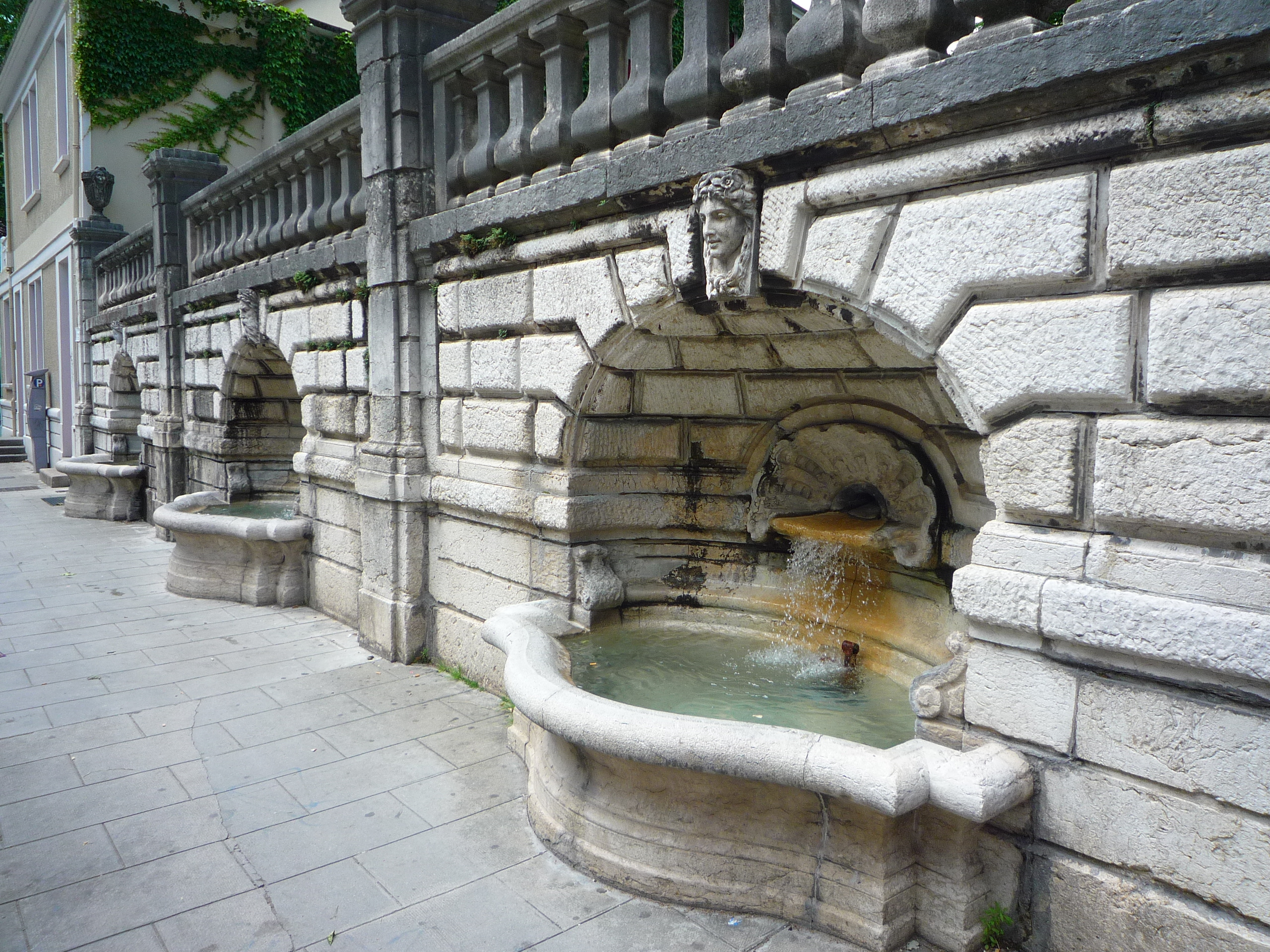
Les trois fontaines caveaux, rue Montorge

### Quartier Saint-André
La Fontaine du Berger Cyparisse, place de Gordes : Cette petite fontaine de style néoclassique, créée par le sculpteur Jean-Esprit Marcellin, représente le berger Cyparisse, favori d'Apollon, pleurant une chevrette blessée, son compagnon préféré. Dès 1896, elle fut transformée après plainte des riverains qui la trouvaient très dangereuse l'hiver du fait de nombreuses fuites.

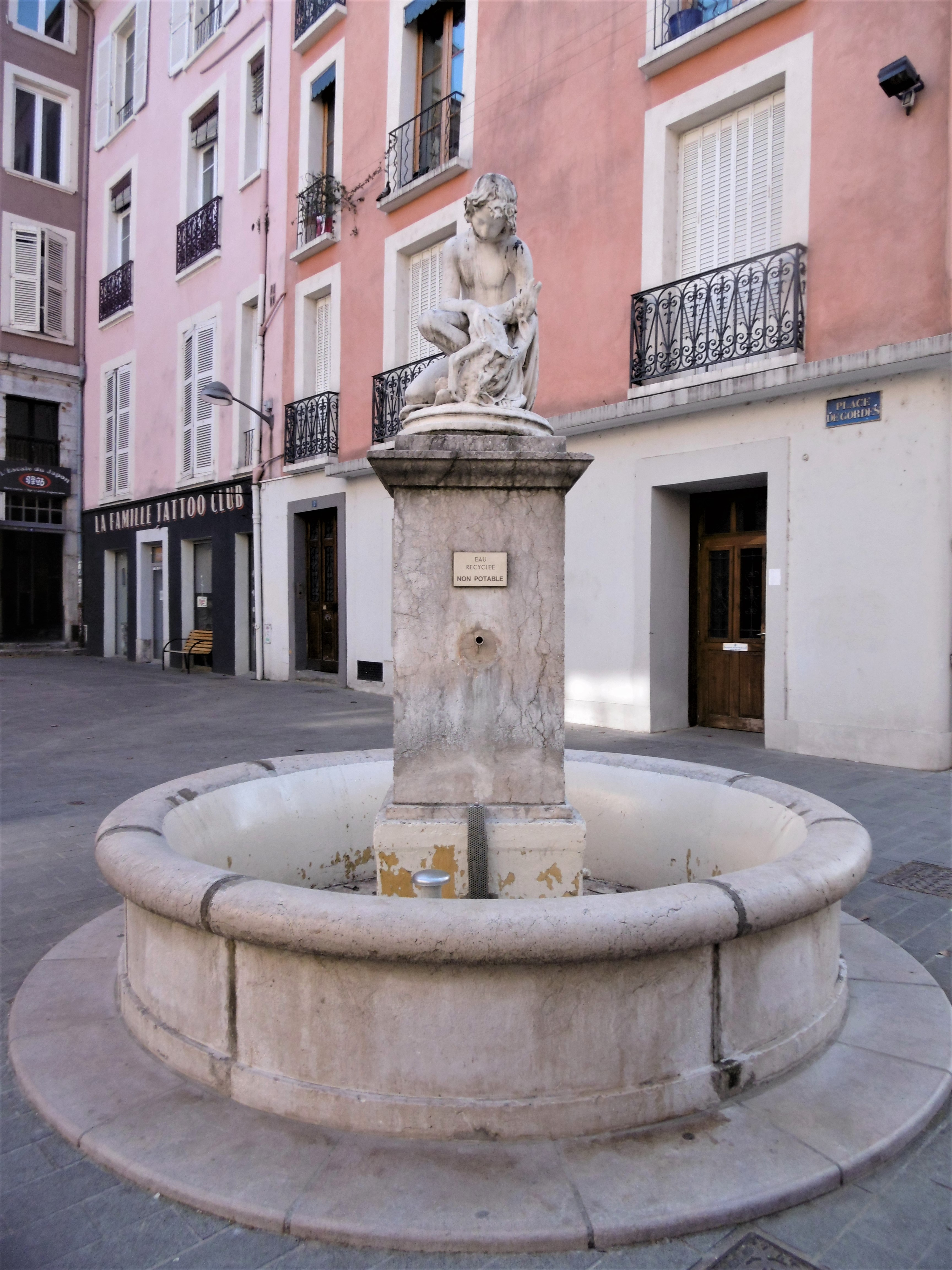
Fontaine du berger Cyparisse, Place de Gordes
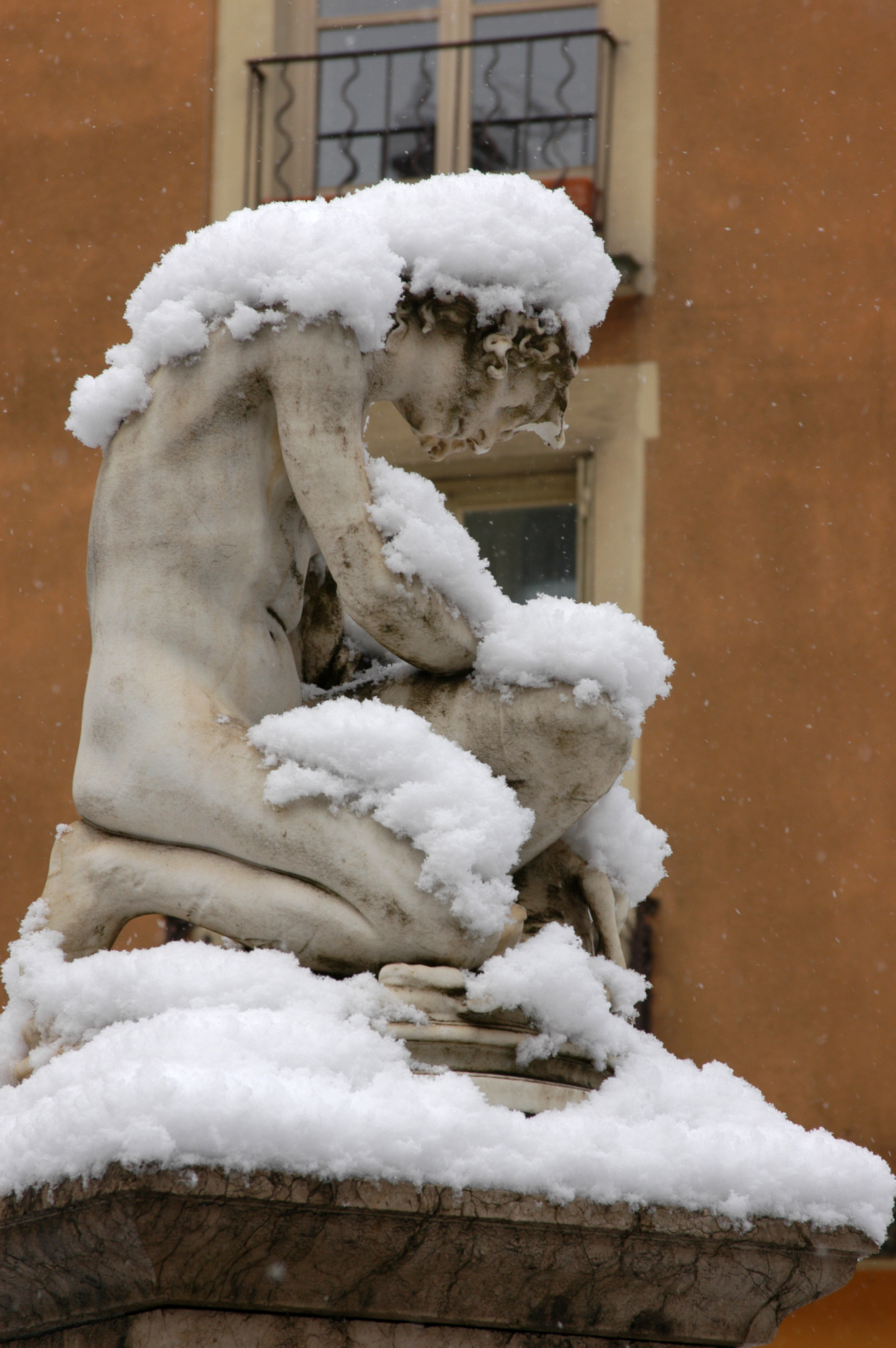
Détail : Fontaine du berger Cyparisse sous la neige

### Quartier Sainte-Claire
Située place Sainte Claire, la Fontaine des Halles, réalisée par le sculpteur Clauses en 1874, est construite en pierre de Villebois sur la façade des Halles qui datent de la même époque. Elle est ornée d'un dauphin entouré de rayons solaires. Les trois roses représentent les pouvoirs de la ville au Moyen Âge : les dauphins du parlement, les évêques, le consul et le peuple.

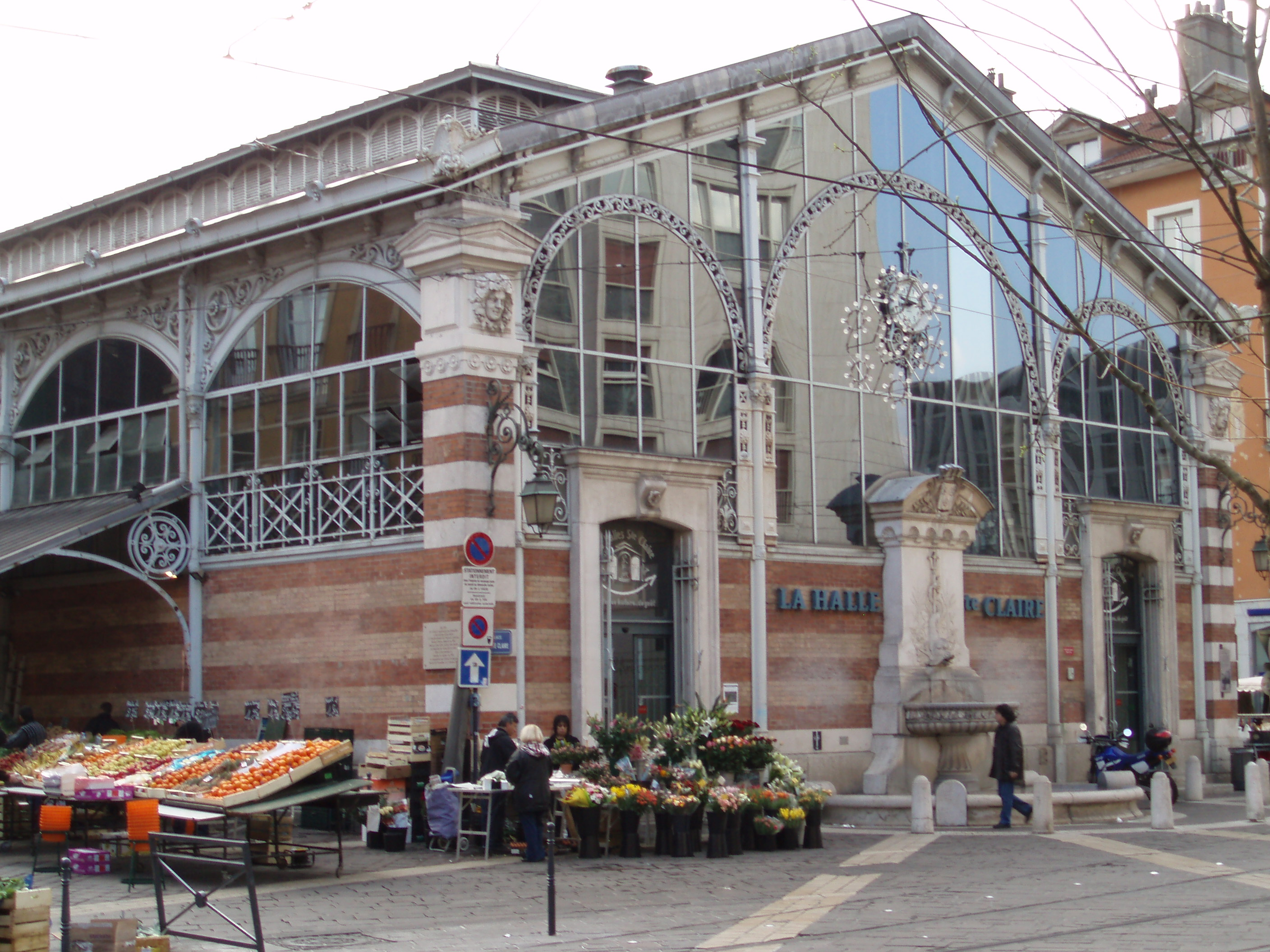
Fontaine des Halles Sainte-Claire
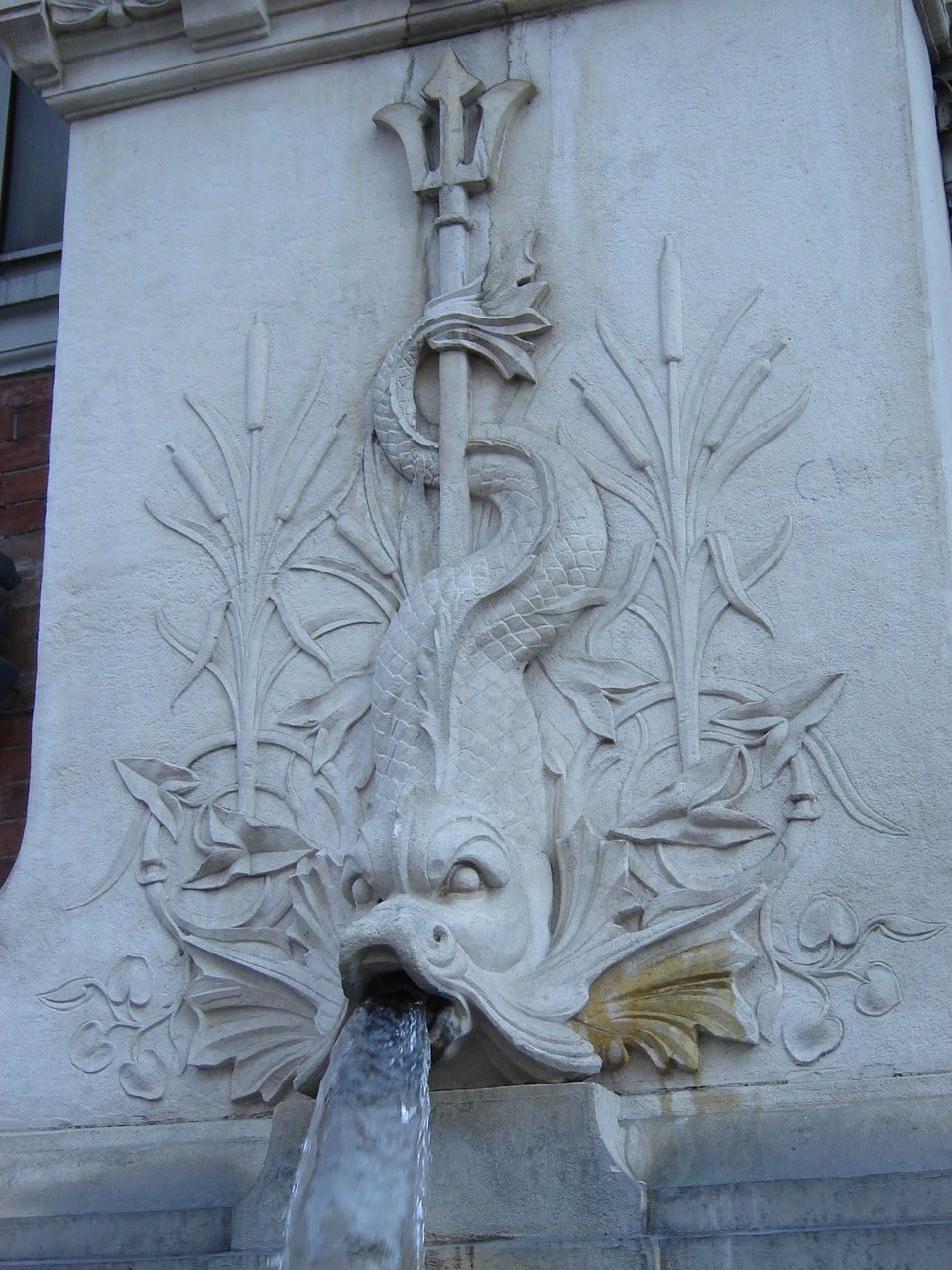
Détail : dauphin de la fontaine des halles Sainte-Claire

### Quartier Victor Hugo
- Installé en 1961, le bassin de la place Victor Hugo est agrémenté de trois jets d'eau très puissants. Une très belle borne fontaine représente un enfant dont l'eau (potable) provient de la source de Rochefort.

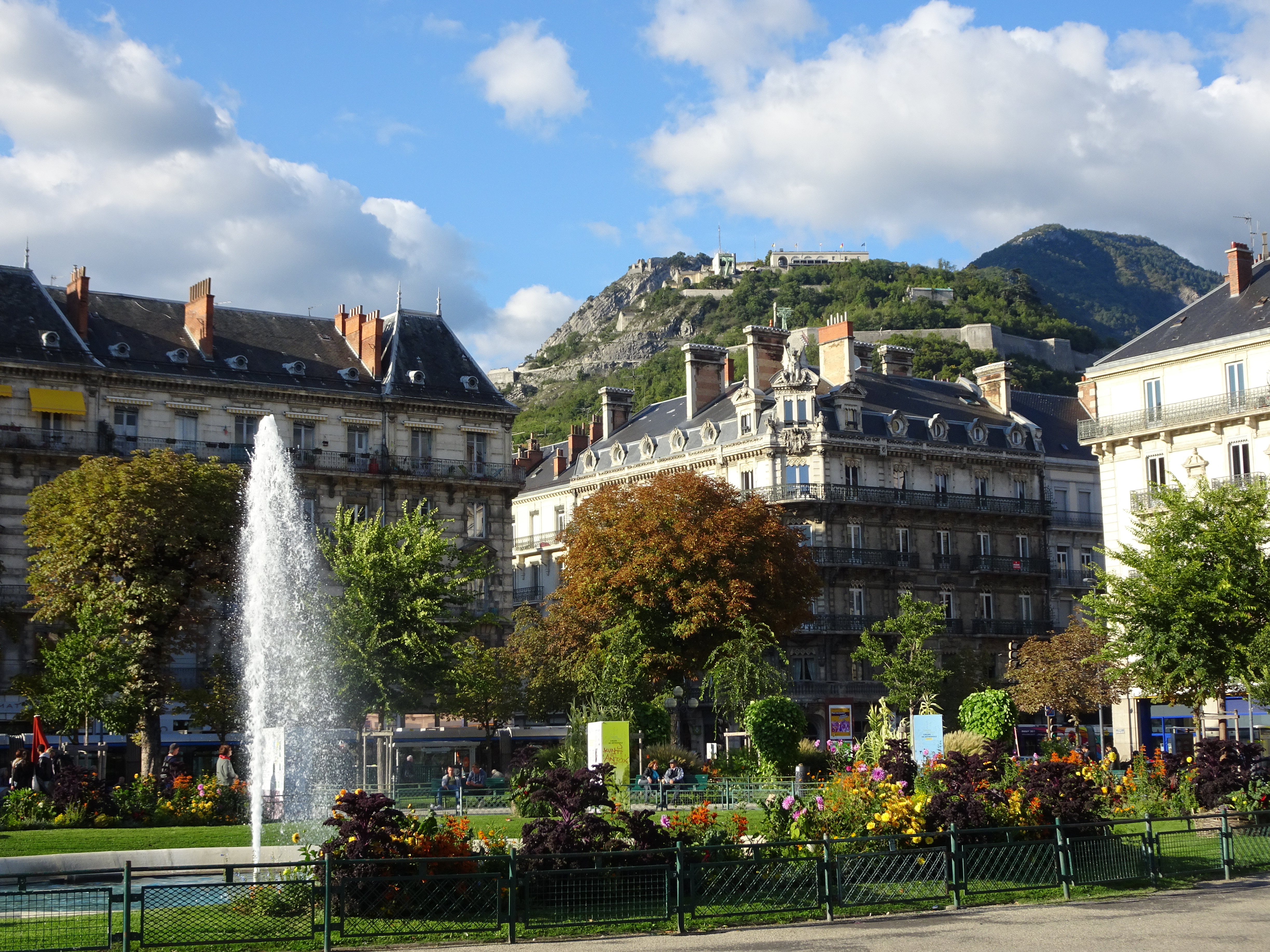
Bassin à jet de la place Victor Hugo
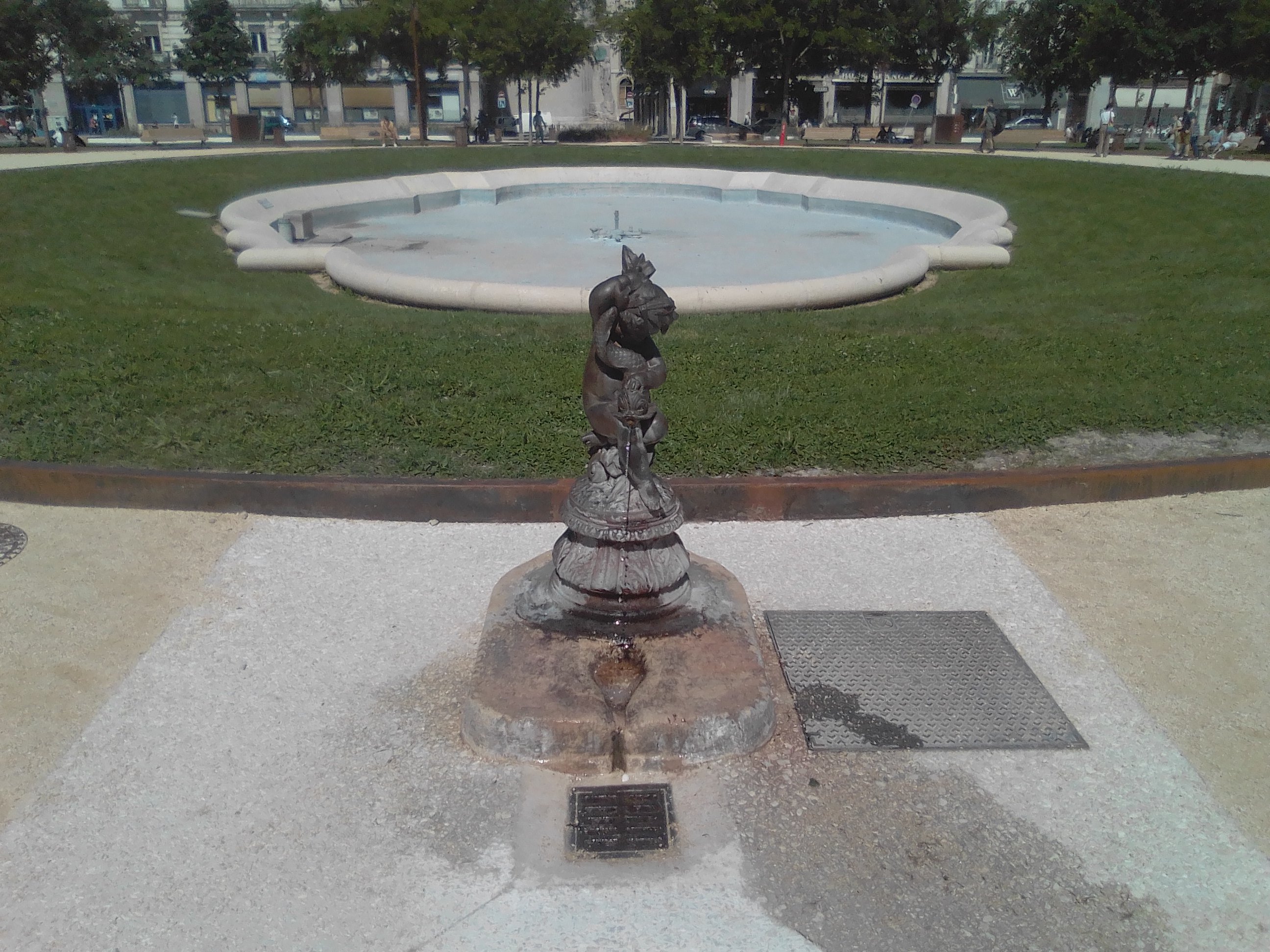
Fontaine et bassin de la place Victor Hugo
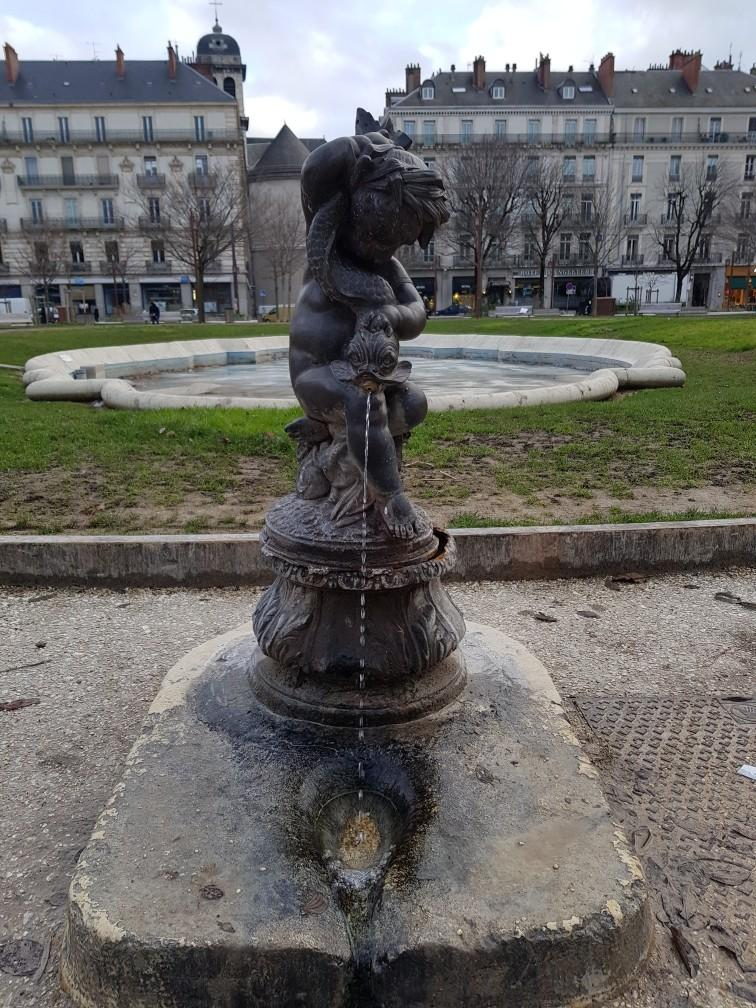
Putto au dauphin de la fontaine de la place Victor Hugo

- La fontaine située à l'angle du boulevard Gambetta et de l'avenue Alsace-Lorraine, créée en 1986, est composée de trois sphères en pierre d'Hauteville qui représentent le système solaire, l'eau et la vie.

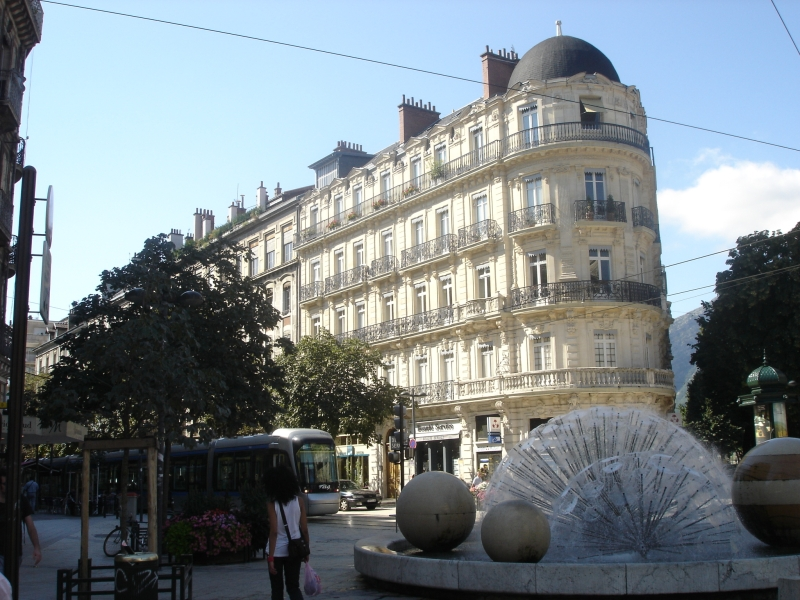
La fontaine à l'angle de l'avenue Alsace-Lorraine
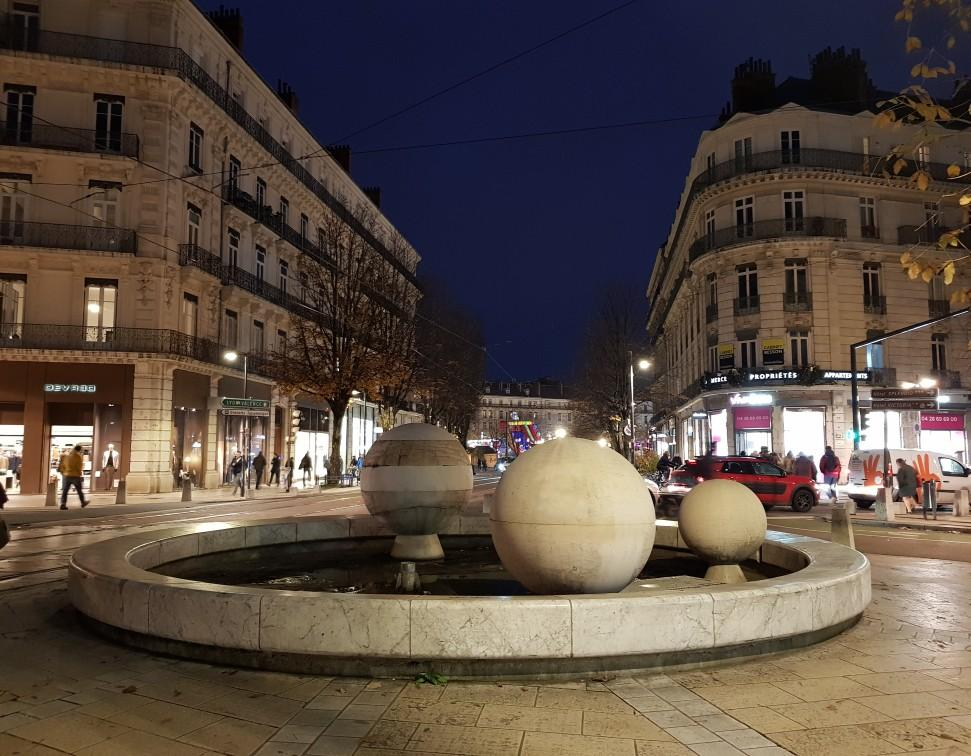
Fontaine du système solaire, angle de l'avenue Alsace-Lorraine

### Parc Paul Mistral et Jardin des Plantes
- La Fontaine de la Vasque Olympique : Cette vasque en acier recouvert d'aluminium, utilisée durant les Jeux olympiques de Grenoble en février 1968, a été réalisée par le sculpteur César. La flamme arriva par avion de Olympie en Grèce. Le dernier relayeur fut Alain Calmat, champion du monde de patinage artistique, la flamme brûla treize jours dans la vasque. Le président de la République Charles de Gaulle, en présence de l'ancien maire Albert Michallon et du maire de l'époque Hubert Dubedout, déclara l'ouverture des Xe Jeux Olympiques d'hiver devant plus de 75 000 spectateurs massés dans l'enceinte du stade installé à l'endroit de l'ancien aéroport et de la Villeneuve d'aujourd'hui[9].
- Le Bassin aux Escargots : Situé Parc Paul-Mistral, ce bassin est un vestige du parc d'Exposition de la Houille Blanche de 1925.

- La fontaine du Jardin des Plantes représente un putto.

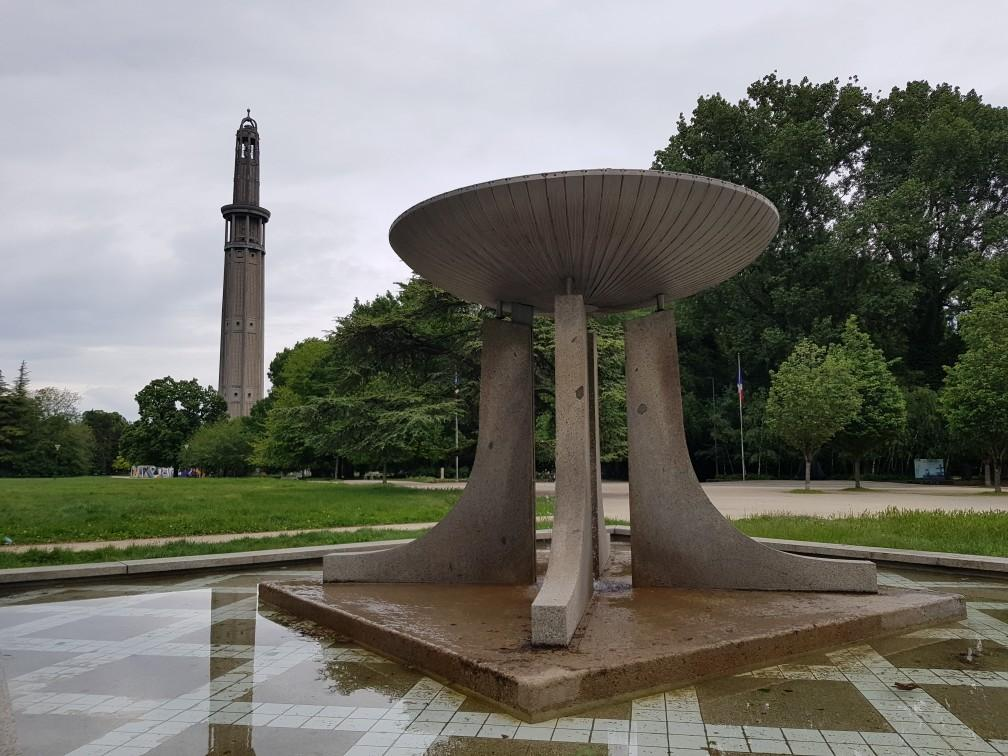
Fontaine de la Vasque Olympique et la Tour Perret
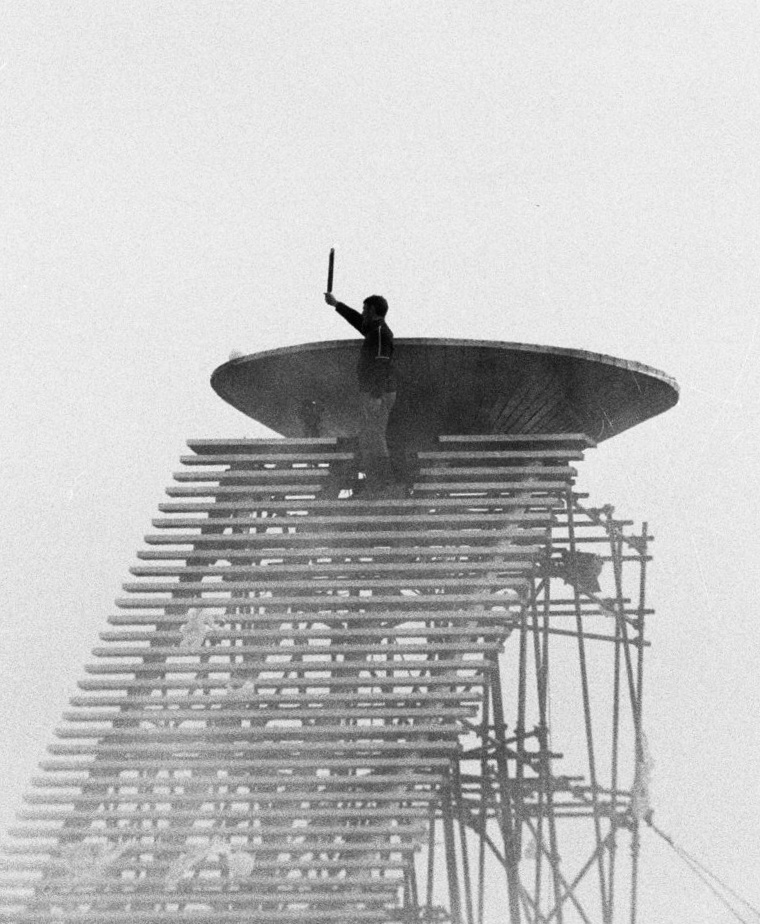
Le patineur Alain Calmat allumant la flamme olympique en 1968
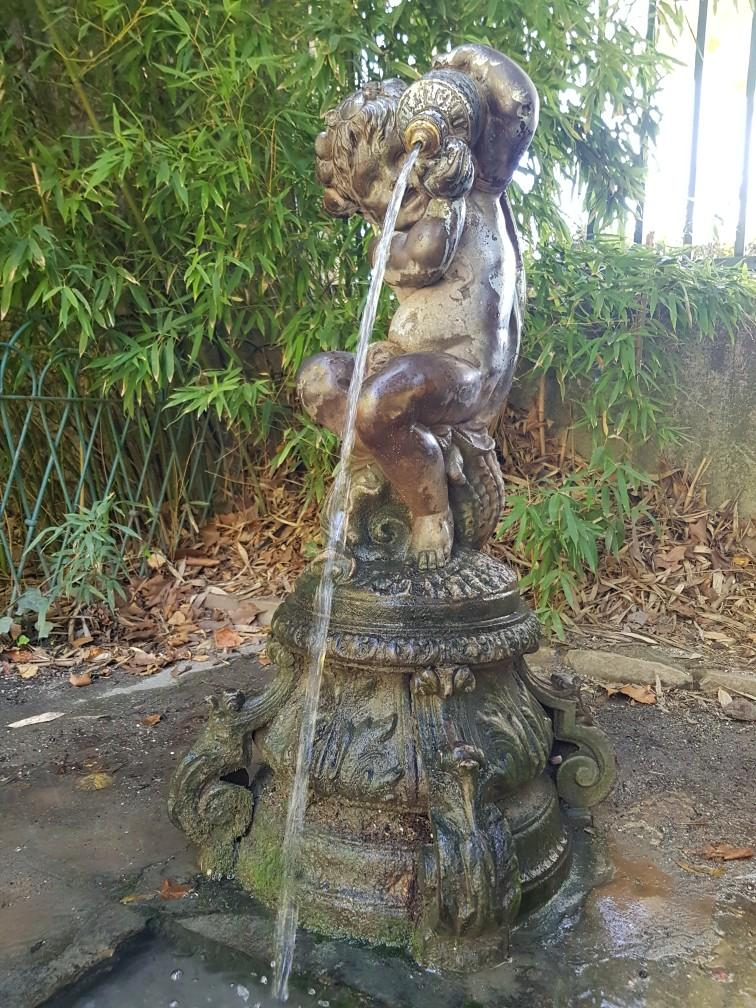
Fontaine du Jardin des Plantes

### Ecoquartier de Bonne
L’ancienne caserne de Bonne témoigne du passé militaire de la ville. Elle accueillait le 27e régiment d'infanterie alpine et formait une enclave dans la ville. À la suite de la libération de la caserne par l'armée en 1994, l’Écoquartier de Bonne (8,5 ha) devient une extension du centre-ville vers l’ouest avec un urbanisme modernisé : réhabilitation des bâtiments patrimoniaux avec des espaces et des équipements publics de qualité, une approche bioclimatique intégrée dès la conception et une recherche d'efficacité énergétique.

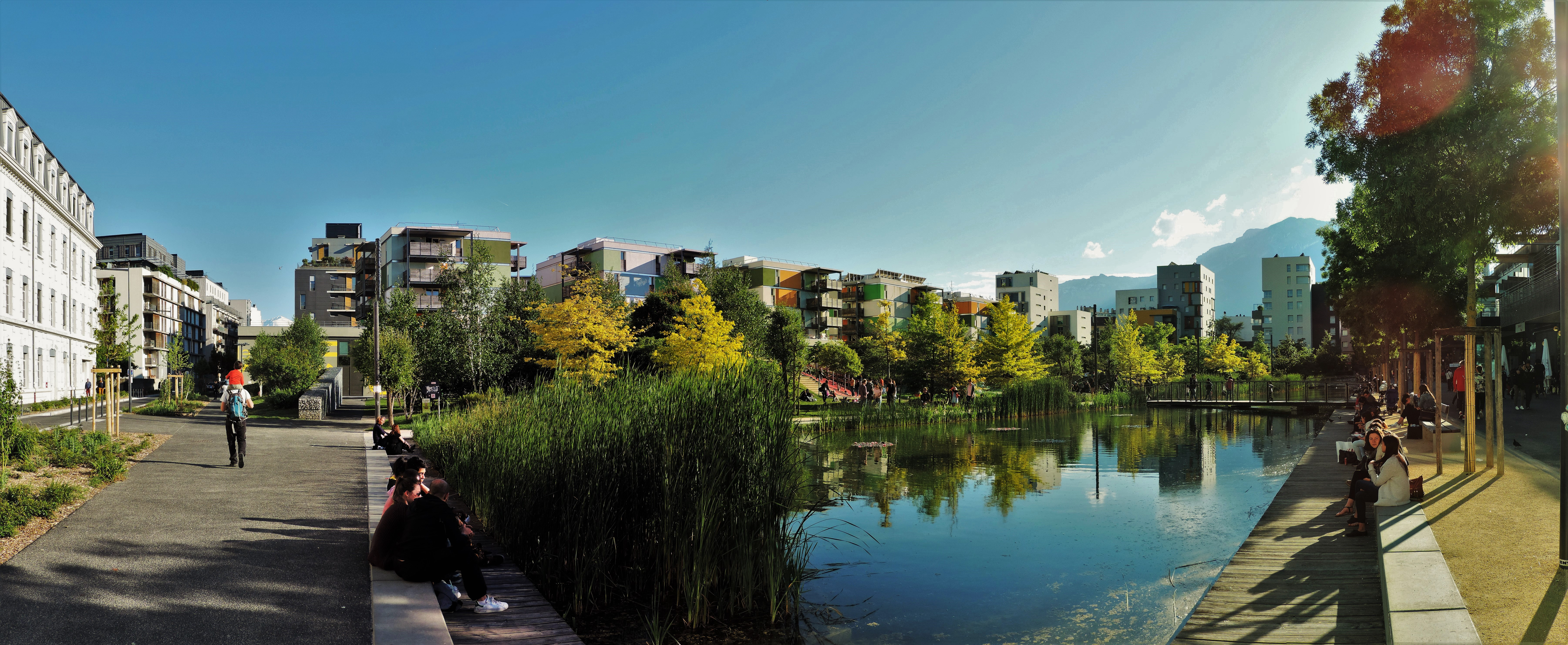
Bassin du parc paysager de l'Ecoquartier de Bonne
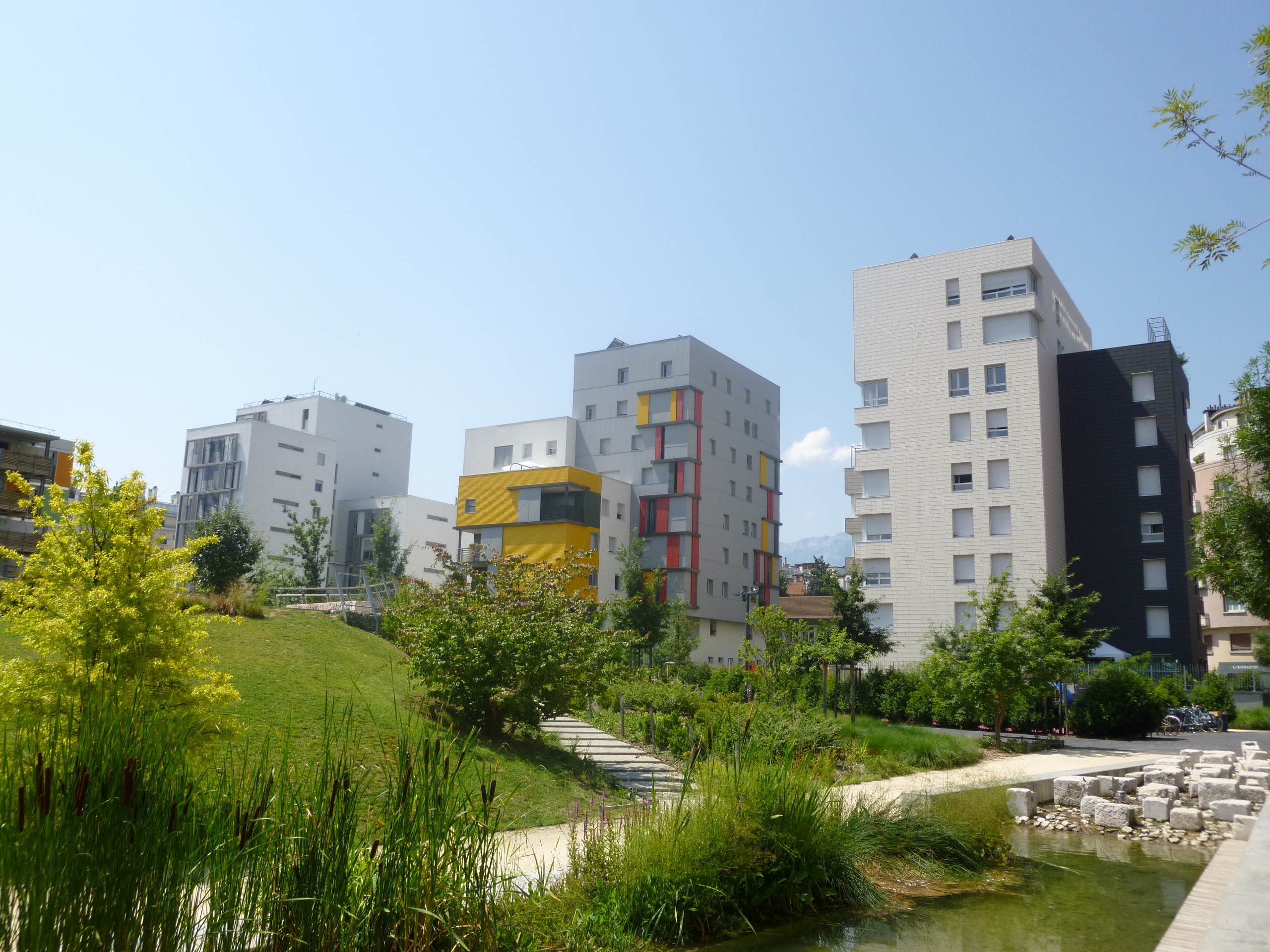
Bassin du parc paysager
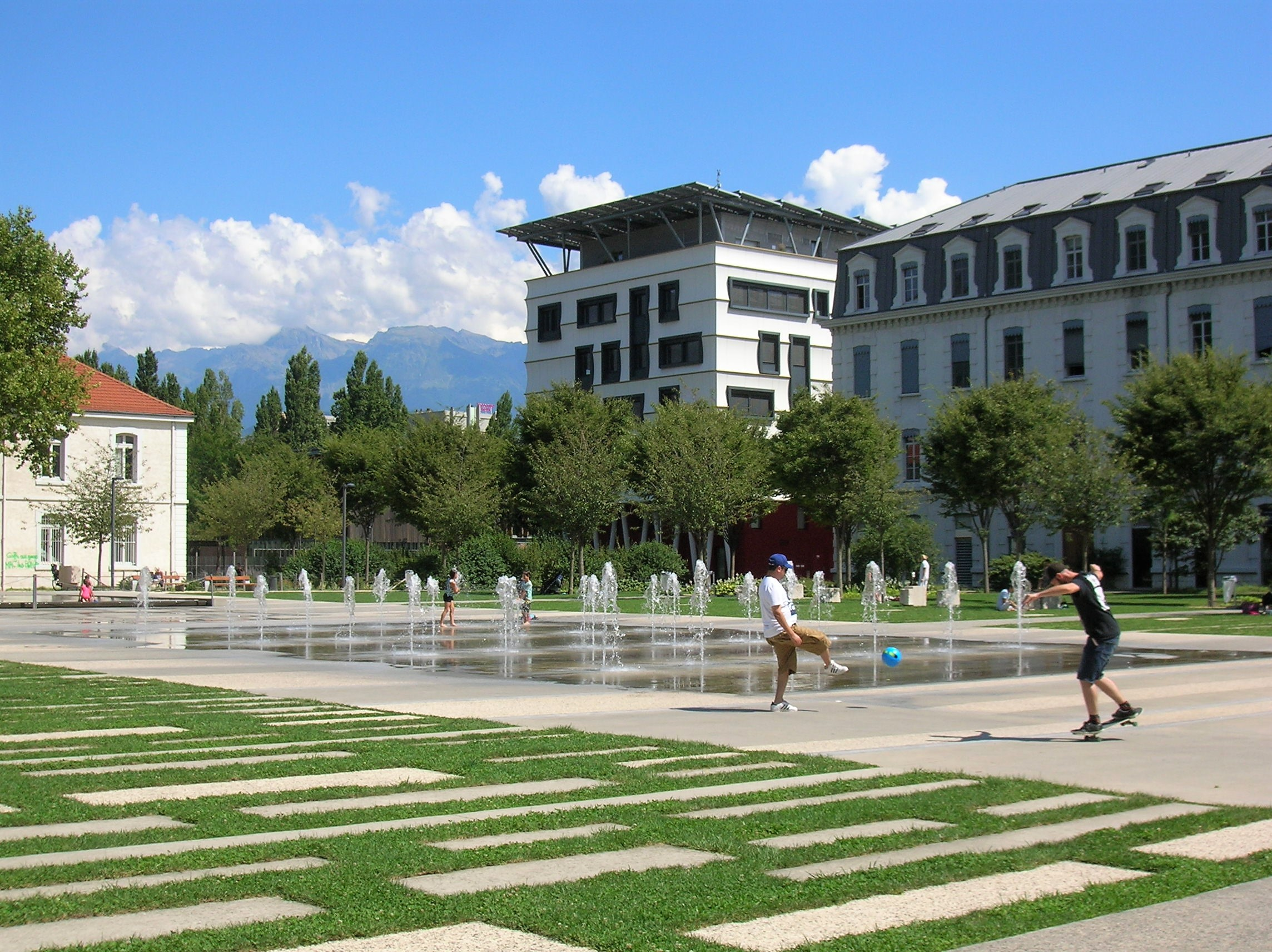
Fontaine-jeux d'eau de l'Esplanade Alain Le Ray

### Fontaines ayant existé
Plusieurs fontaines avaient été érigées dans le parc Paul Mistral pour l'Exposition de la Houille Blanche en 1925.

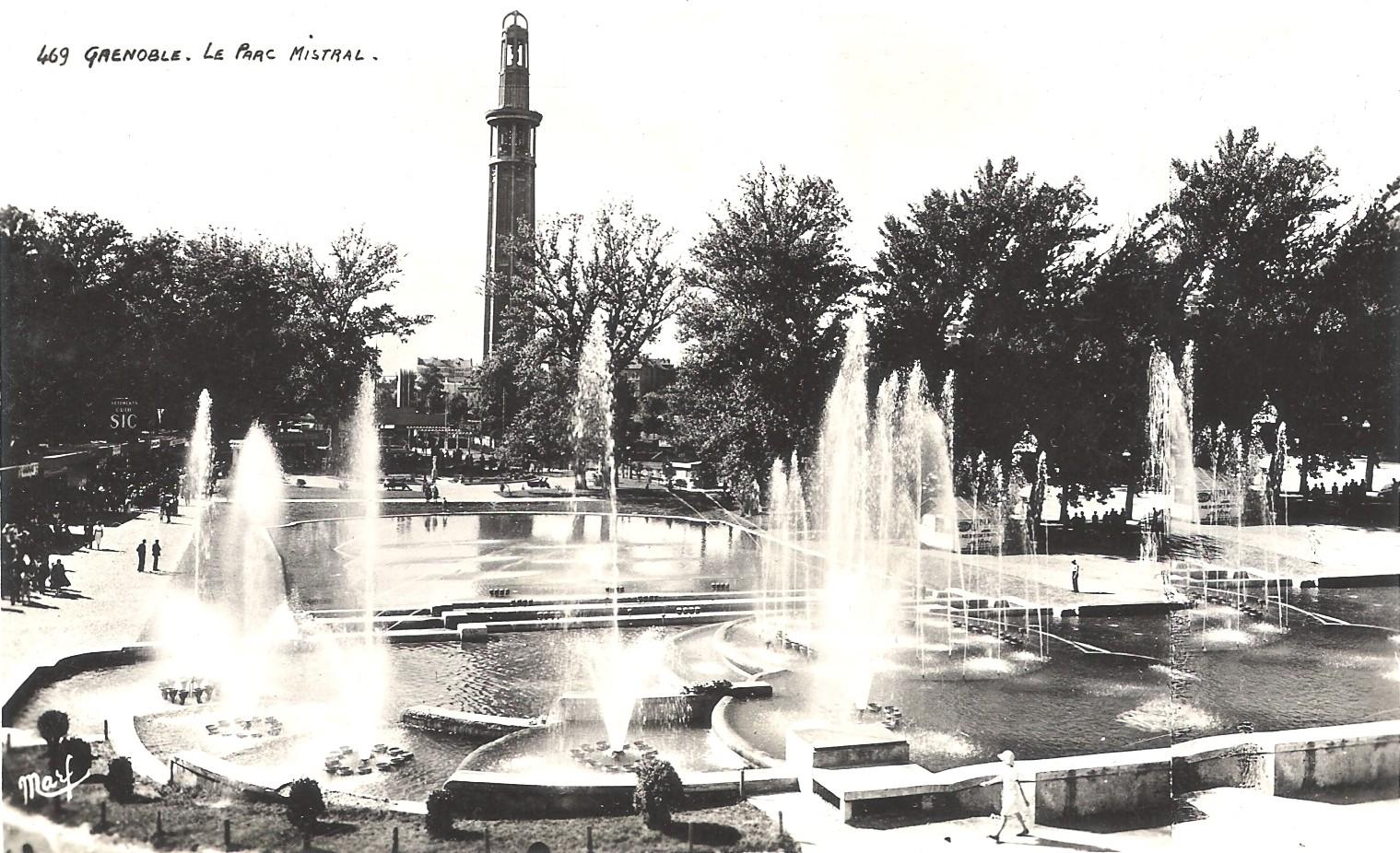
Fontaines du parc de l'Exposition de la Houille Blanche (1925)